# FN MAG
7,62-мм пулемёт FN MAG (фр. Mitrailleuse d’Appui Général — пулемёт общей поддержки) — единый пулемёт калибра 7,62 мм, созданный Эрнестом Вервье (Ernest Vervier), конструктором бельгийской фирмы Fabrique Nationale в начале 1950-х годов на основе автоматической винтовки Браунинг M1918, путём модификации её патронника под ленточную подачу патронов. Как и его предшественник, MAG отличается надёжностью и неприхотливостью. Пулемёт применяется более чем в 80 странах и производится по лицензии в Аргентине, Великобритании, Египте, Индии, Сингапуре и США.
Автоматика пулемёта работает за счёт отвода части пороховых газов из канала ствола. Ствол пулемёта сконструирован быстросменным, на нём установлена рукоятка для переноски, используемая также и при замене горячего ствола, а также пламегаситель и мушка.
Состоял на вооружении более чем в пятидесяти странах мира. В США модификация этого пулемёта производилась по лицензии под маркой M240.
MAG выпускается в трёх базовых модификациях: стандартный пехотный пулемёт Model 60-20, спаренный пулемёт для бронетехники Model 60-40 и авиационный пулемёт Model 60-30.

## История создания
Успех применения во Второй мировой войне немецких единых пулемётов MG 34 и MG 42 убедил военных всех стран в необходимости разработки аналогичных по классу собственных пулемётов. В связи с этим в начале 1950-х годов бельгийская фирма Fabrique Nationale из Эрстале под руководством главного конструктора Эрнеста Вервье начала проектирование своего единого пулемёта. В основе конструкции были использованы автоматика и запирание ствола, амортизатор отдачи и крепление сменного ствола ручного пулемёта Браунинг M1918, выпускавшегося фирмой FN до этого, и система ленточного питания немецкого единого пулемета МG 42. В конце 1959 года получившийся пулемёт был принят на вооружение бельгийской армии.
Название оружия, как и у всей остальной продукции FN, составлено в виде аббревиатуры Мitrailleuse d’Appui Général — пулемёт общей поддержки.

## Особенности конструкции

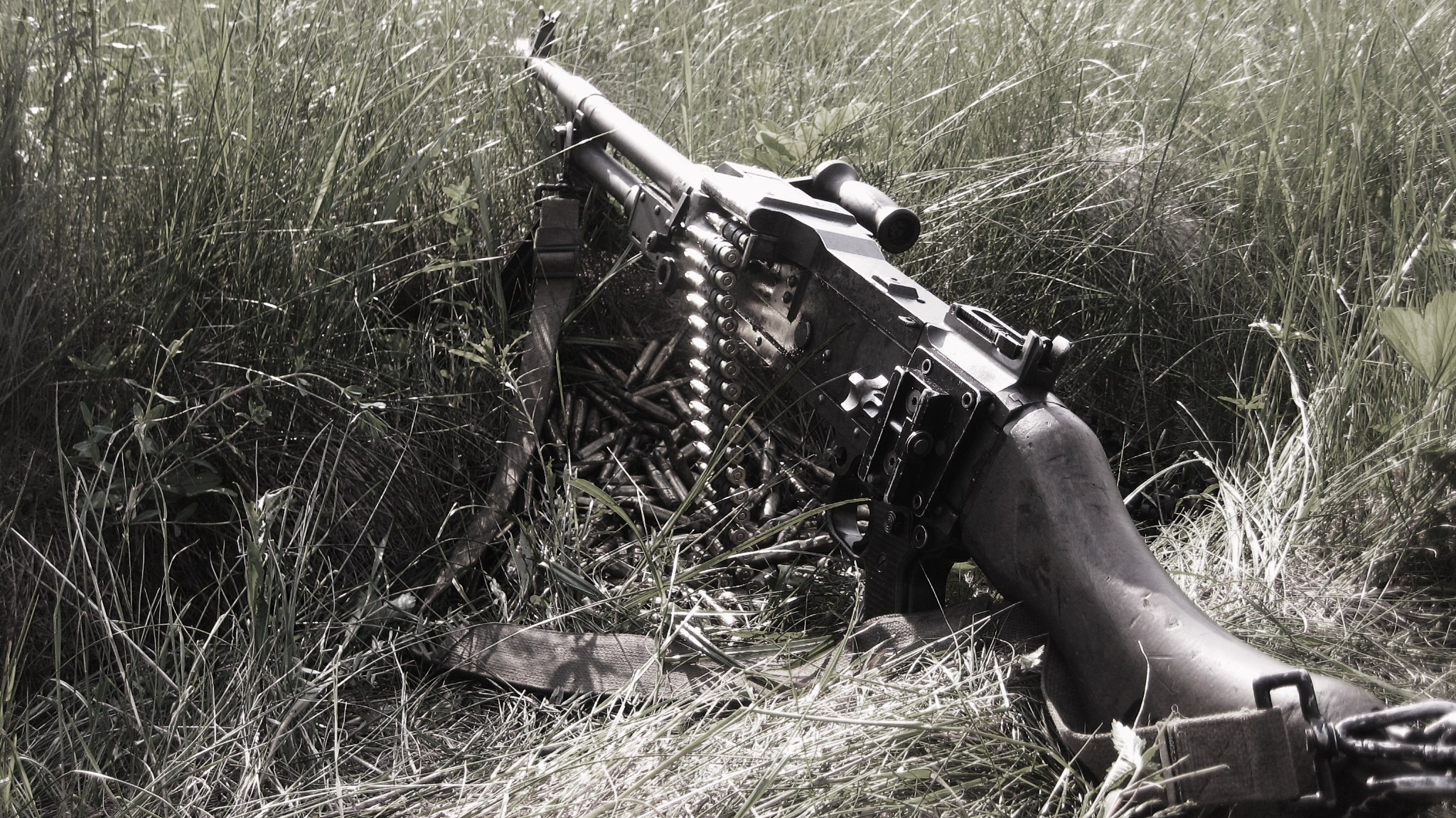
C6: модификация MAG для ВС Канады.
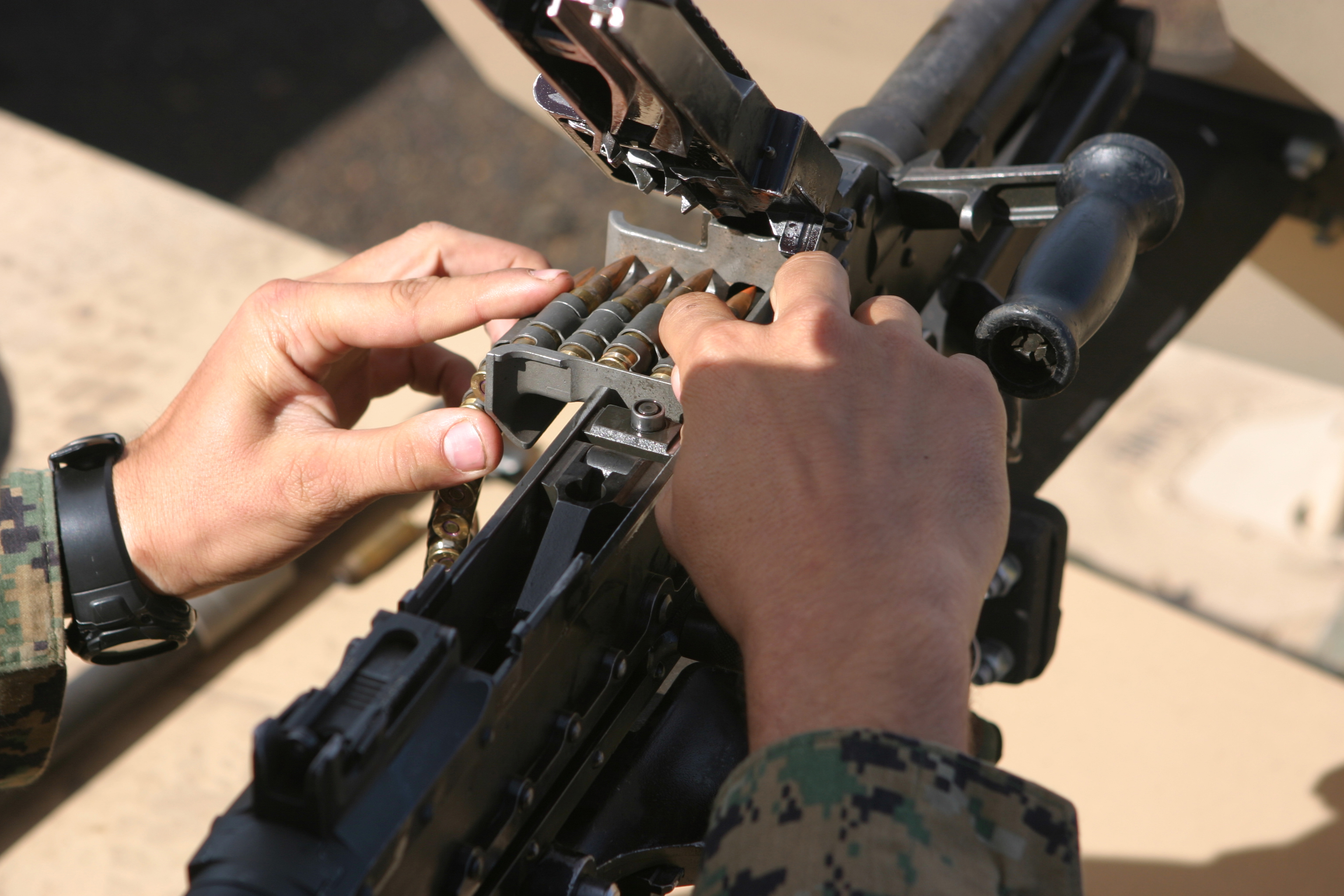

MAG модификации 60-20 — пулемёт под патрон 7,62×51 мм НАТО с воздушным охлаждением, газоотводной автоматикой, запиранием ствола качающимся рычагом, ленточным питанием.

### Работа автоматики
MAG использует отвод пороховых газов через отверстие в канале ствола для воздействия на газовый поршень, соединённый с системой запирания (используется система с длинным ходом газового поршня). Канал ствола запирается вертикально перемещающимся рычажным механизмом запирания, который шарнирно сочленён с затворной рамой. Запирающий выступ и поверхность копира, направляющего запирающий рычаг находятся в ствольной коробке.
MAG использует ряд проверенных конструкторских решений других успешных образцов оружия, например, запирающий механизм разработан по образцу автоматической винтовки Браунинг M1918, боепитание и УСМ — единого пулемёта MG42 времён Второй мировой войны.
MAG стреляет с открытого затвора. В затворе установлен подпружиненый выбрасыватель. После выстрела, стреляная гильза выбрасывается через окно выброса гильз, расположенное на основании ствольной коробки (окно выброса гильз закрыто подпружиненой противопыльной крышкой по типу MG42). У пулемёта курковый спусковой механизм  (курок, являющийся выступом на затворной раме, воздействует на ударник, который размещен в канале затвора и до момента выстрела не выступает из него), переключатель автоматического огня соединённый с блокирующим затвор нажимным кнопочным предохранителем, который расположен над пистолетной рукояткой. При предохранителе установленном в положение «предохранитель» («SAFE»), шептало блокируется в верхнем положении. Оружие может быть установлено на предохранитель, только когда оно стоит на боевом взводе.

### Особенности

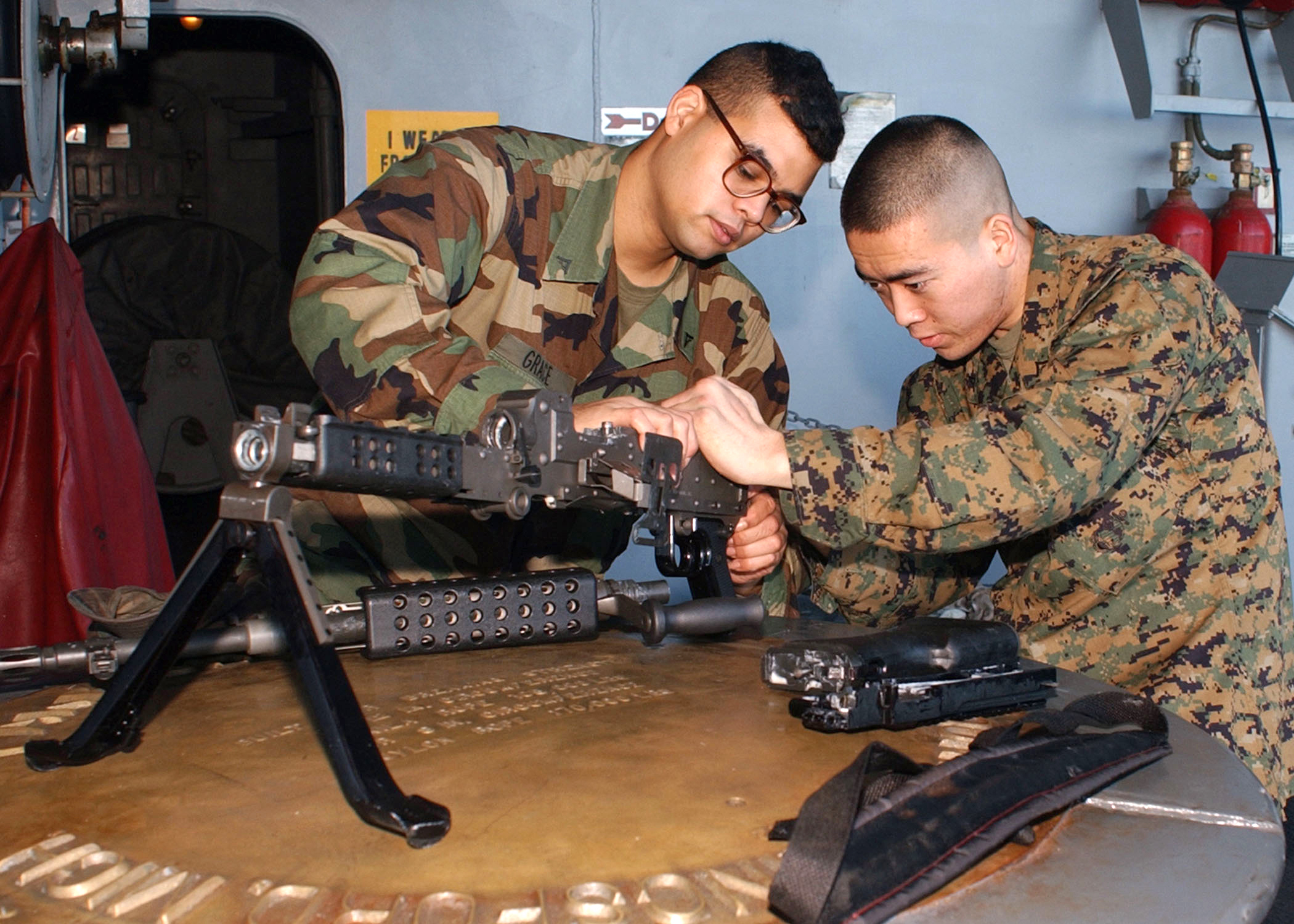
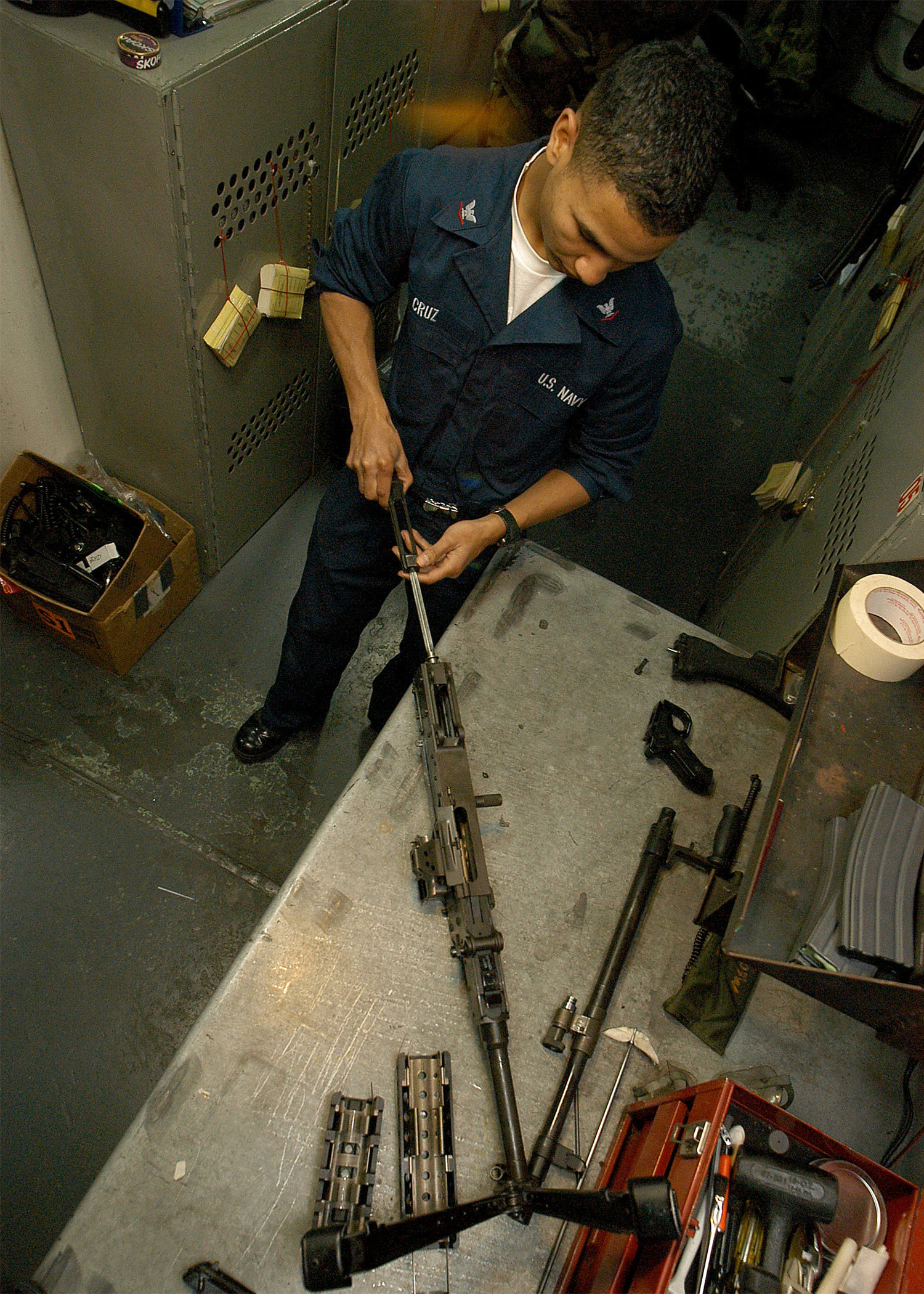

Боепитание пулемёта осуществляется металлической пулемётной лентой с открытыми звеньями, вставляемой слева; используется как американская неразъёмная лента M13 стандарта НАТО, так и германская рассыпная лента DM1, 50-патронные фрагменты которой могут соединяться при помощи патрона. Чтобы приспособить оружие к использованию разных типов лент, потребовалось переделать подающий механизм, поскольку положение фиксатора патрона на лотке подачи и угол установки пальца подавателя в верхней крышке ствольной коробки для указанных лент должны быть разными. Особенность MAG — двухступенчатый храповый подающий механизм, который осуществляет подачу ленты как при поступательном, так и при обратном движении затвора, обеспечивая тем самым плавность передвижения ленты. Три пальца подавателя приводятся в действие подпружиненым роликом, соединённым с затворной рамой. Поверхности канала в крышке механизма подачи, ленты, жёлоба подачи ленты и лотка подачи хромированы. Верхняя крышка ствольной коробки отлита из алюминия и анодирована. При использовании в качестве средства непосредственной поддержки десанта пулемёт может быть оснащён штампованной патронной коробкой, которая вмещает ленту на 50 патронов и присоединяется к ствольной коробке с левой стороны.
Быстросменный ствол оснащён щелевым пламегасителем. Канал ствола и казённик хромированы. Ствол имеет правостороннюю нарезку — 4 нареза с шагом 305 мм (1:12 дюймов). К стволу также присоединены основание мушки, рукоятка для переноски и газоотводный патрубок (оснащён трёхпозиционным газовым регулятором).
Пулемёт снабжён откидными сошками (установленными в передней части газового цилиндра), которые могут регулироваться по высоте. Для переноски или при стрельбе с рук алюминиевые станины можно сложить и закрепить в щели под ствольной коробкой на крючок или подпружиненную защёлку. При стрельбе с бедра станины сошек остаются откинутыми, левая используется для удержания оружия. Сошки могут быть сняты с газового цилиндра нажатием на ось поворота сошек в головке газового цилиндра до её выхода из отверстия, после чего сошки можно повернуть до их выхода из отверстия на крепёжном выступе газового цилиндра.
Также MAG оборудован несъёмным деревянным прикладом, пистолетной рукояткой, рукояткой для переноски и открытым прицелом, состоящим из мушки (механически регулируемой по углам возвышения и сноса) и секторного прицела с разметкой через 100 м: в сложенном положении для стрельбы на дистанциях от 200 до 800 м, в откинутом положении — на дистанциях от 800 до 1800 м. Расстояние устанавливается подпружиненным хомутиком с полукруглой прорезью. Секторный прицел шарнирно сочленён защитными выступами с основанием, которое является единым целым с верхней кованой деталью ствольной коробки.
Ствольная коробка пулемёта изготовлен из штампованных деталей, усиленных стальными пластинами и заклёпками. Её передняя часть усилена для установки муфт ствола и газового цилиндра, которые сделаны несъёмными. Направляющие выступы, по которым скользят затворная рама и тяга газового поршня, проклёпаны по боковым сторонам. Направляющие выступы затвора скошены назад для приведения запирающего рычага в зацепление с запирающим выступом, который также проклёпан по боковым сторонам. Задняя часть ствольной коробки усилена, в ней выполнен паз для установки шейки приклада.
При использовании в качестве станкового пулемёта оружие устанавливается на треножный станок, который обеспечивает большую степень точности и наведения, чем сошки. Например, станок FN 360° отличается механизмом настройки угла возвышения, который позволяет менять высоту оси ствола от 300 до 600 мм, обеспечивает углы возвышения от 30° до +15° и круговое наведение по азимуту.

## Варианты

### Модификации производства FN

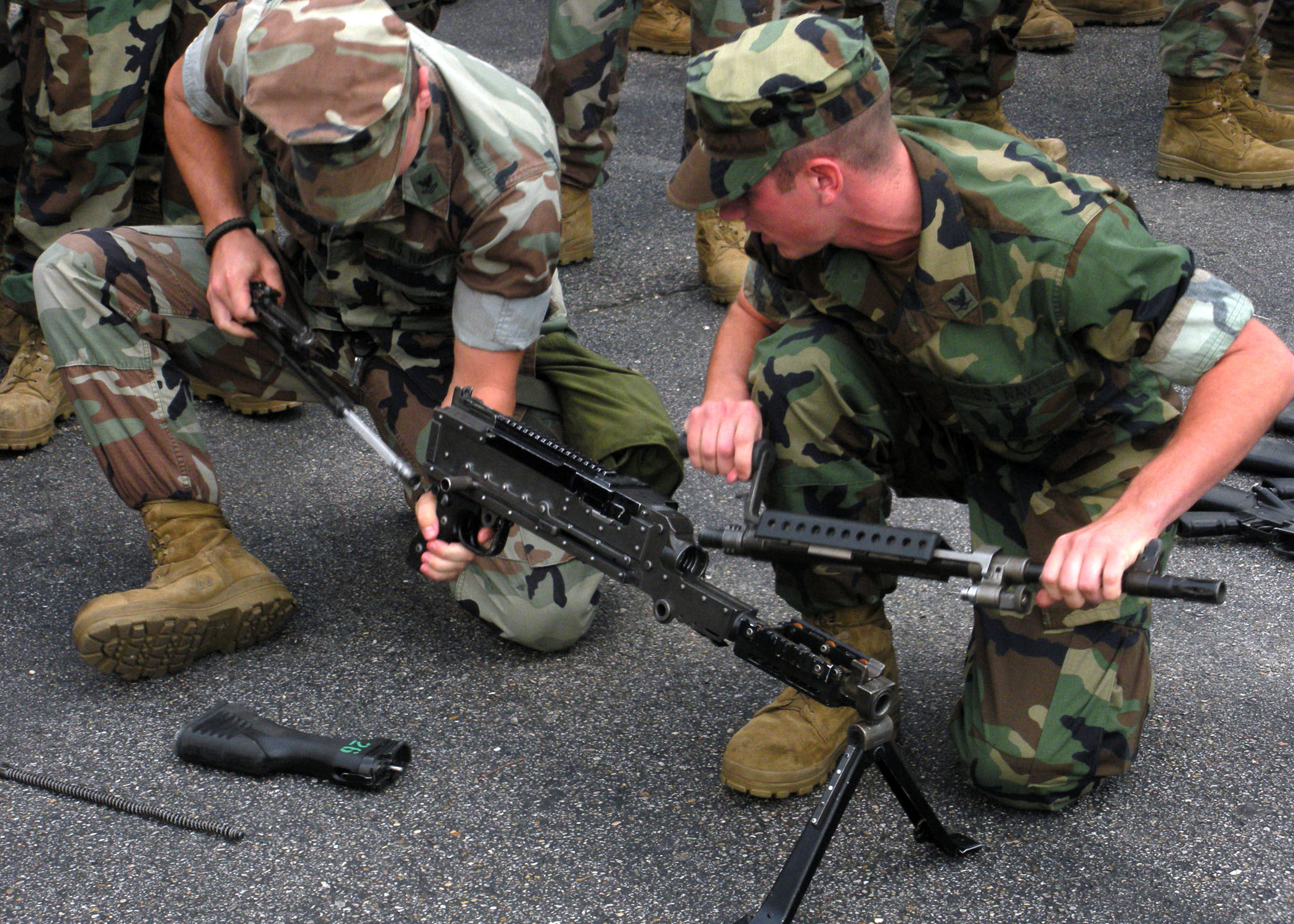
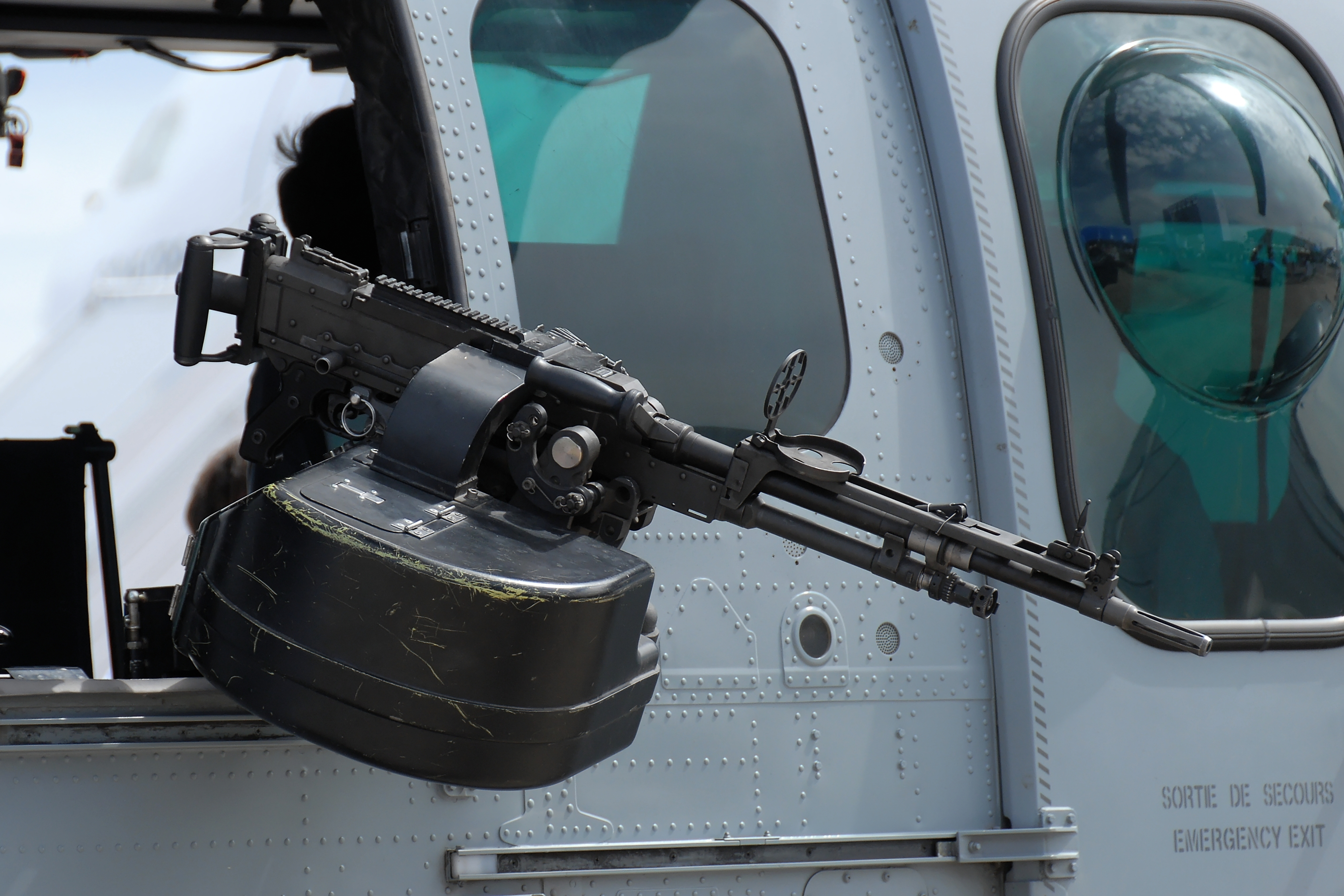
FN MAG, установленный в дверном проёме вертолёта Eurocopter EC725 представленный в 2007 г. на авиасалоне в Ле Бурже.

| Обозначение | Описание |
| ----------- | --- |
| MAG 60.20   | Стандартная пехотная модификация с пистолетной рукояткой, несъёмным прикладом и сошками; имеет много подмодификаций, включая британские T3 (L7A1) и T6 (L7A2). |
| MAG 60.30   | Авиационная модификация для неподвижной установки с электроспуском; имеется по крайней мере несколько подмодификаций с левым или правым подводом ленты.        |
| MAG 60.40   | Спаренная модификация для боевых бронированных машин; много подмодификаций, включая британскую T3 (M240)                                                       |
| MAG 10.10   | Модификация для джунглей с укороченными стволом и прикладом.                                                                                                   |

У модификаций MAG, предназначенных для установки на бронетехнику отсутствуют приклад, сошки, рукоятка для переноски, пистолетная рукоятка, противопыльная крышка окна гильзовыброса и крепление для оптических прицелов. Однако, именно они оснащаются новым газовым регулятором закрытого типа. В зависимости от конкретного назначения оружия, пулемёт также может оснащаться удлинённой тягой рукоятки перезарядки, стандартным УСМ (с пистолетной рукояткой) или специализированным УСМ с электроспуском.
Авиационная модификация для шкворневой турельной установки имеет боепитание как с правой, так и с левой стороны исключительно лентой M13. Пулемёты подобной комплектации обычно не имеют стандартных открытых прицелов и оснащаются электроспуском.

### Британские модификации
| Обозначение | Описание |
| ----------- | --- |
| L7A1        | Пулемёт FN MAG 60.20 T3 калибра 7,62×51 мм НАТО. |
| L7A2        | Модификация L7A1; пулемёт FN MAG 60.20 T6; улучшенный механизм лентоподачи и крепления для короба с 50-патронной лентой.                                                                       |
| L8A1        | Модификация L7A1; Для установки в БТВТ. Приклад отсутствует. Ствол оснащён эжектором пороховых газов. С электроспуском, но есть откидная пистолетная рукоятка для экстренных случаев.          |
| L8A2        | Модификация L8A1; улучшенный механизм лентоподачи. |
| L19A1       | Модификация L7A1; сверхутяжелённый ствол. |
| L20A1       | Модификация L7A1; дистанционно управляемый, для установки в пулемётные контейнеры и внешние стрелковые точки.                                                                                  |
| L20A2       | Модификация L20A1; улучшенный механизм лентоподачи. |
| L37A1       | Модификация L8A1; казённик L8A1 и ствол L7 для установки в БТВТ. Обычные пистолетная рукоятка и спусковой механизм, в комплекте с набором для использования пулемёта при его демонтаже с БТВТ. |
| L37A2       | Модификация L37A1; на основе L8A2. См. выше. |
| L43A1       | Модификация L7A1; для использования в качестве вкладного пулемёта для пристрелки орудия танка/БРМ «Скорпион»                                                                                   |
| L44A1       | Модификация L20A1; для королевских ВМС |

Единый пулемёт L7 состоит на вооружении ВС Великобритании. L7 и родственный ему L8 — лицензионные варианты FN MAG. Официальное обозначение в британской армии современной модификации — L7A2 GPMG (General Purpose Machine Gun — единый пулемёт). L7 был принят на вооружении британских вооружённых сил в качестве замены использовавшихся длительное время станкового пулемёта Виккерса (в качестве среднего) и ручного пулемёта Bren (в качестве лёгкого штурмового), после испытаний в 1957 г. Он выпускался по лицензии Royal Small Arms Factory, Enfield Lock и, в настоящее время, Manroy Engineering, и состоял на вооружении британской армии, королевской морской пехоты и других родов войск. Производились две основных подмодификации пехотного пулемёта, L7A1 и L7A2, подмодификация L7A2 вытеснила более раннюю. Было, также, разработано несколько других модификаций, особенно следует отметить модификацию L8 (производившейся в подмодификациях L8A1 и L8A2), доработанной для установки внутри бронетехники (для установки на бронемашины снаружи была разработана модификация L37). Несмотря на то, что предполагалось полностью заменить Bren, этот лёгкий пулемёт (переименованный в L4) продолжал использоваться в условиях джунглей (в особенности на Дальнем Востоке), где не требовалось функционала среднего пулемёта, и в частях второй линии, вплоть до принятия на вооружение лёгкого оружия огневой поддержки (ручного пулемёта) (Light Support Weapon — LSW) L86A1. LSW предполагался в качестве замены L7 и L4 в качестве лёгкого пулемёта, но неудовлетворённость возможностями ведения из L86 непрерывного огня и показателями его надёжности привели к тому, что боевые подразделения продолжили использовать L7 где только возможно (хотя предполагается, что ни L7, ни его боеприпасы 7,62×51 мм НАТО уже не поступают на снабжение пехотных взводов). Британская армия и королевская морская пехота впоследствии были перевооружены на пулемёты L110A1 (FN Minimi Para) чтобы заменить LSW в лёгких подразделениях огневой поддержки или в качестве оружия огневой поддержки. Этот образец использует тот же натовский патрон 5,56×45 мм, что и штурмовая винтовка L85 (базовый образец комплекса лёгкого пехотного вооружения SA80, включающего и пулемёт L86A1). Тем не менее модификации 7,62 мм L7 продолжают использоваться как в качестве ручного пулемёта, так и в качестве вооружения некоторых британских боевых машин, кораблей и самолётов.
В 1961 году фирма Royal Small Arms Factory (ныне BAE Systems) из британского Энфилда начала лицензионное производство MAG следующих модификаций: L7A2, L8A2, L37A2, L20A1 и L43A1. Данные модификации используют патронную ленту M13.

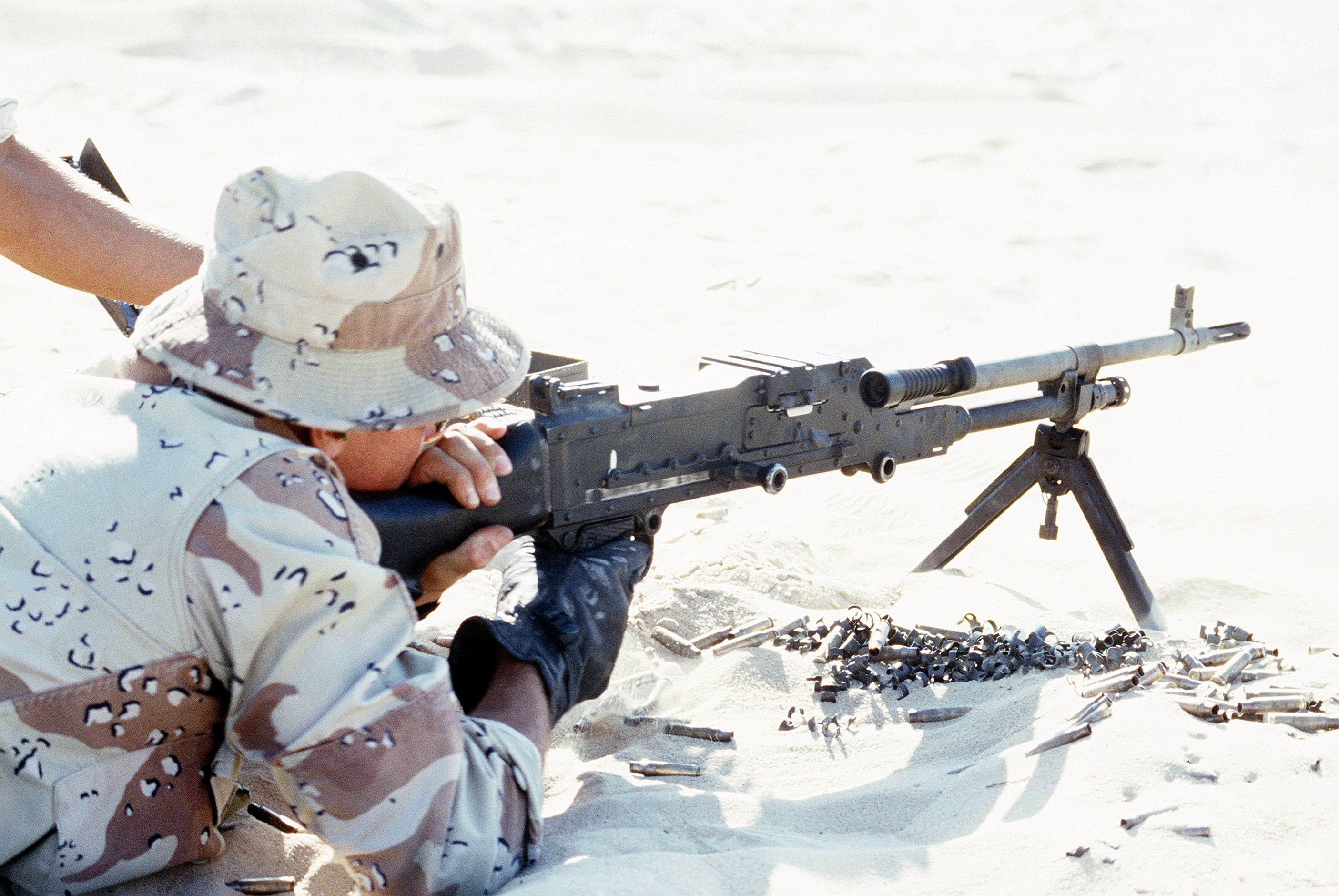
Американский морпех ведёт огонь из L7A2 — британской модификации MAG.

Единый пулемёт L7A2, сменил L7A1 на вооружении британской армии. По сравнению с модификацией MAG Model 60-20, он, помимо других незначительных изменений, отличается 10-позиционным краном газового регулятора, пластмассовым прикладом и расположенным с левой стороны ствольной коробки кронштейном для установки оптических дневных прицелов и прицелов ночного видения. Для задач позиционной обороны L7A2 может устанавливаться на треножный станок L4A1 в сочетании с перископическим прицелом.
У спаренного танкового пулемёта L8A2 (заменившего L8A1), по сравнению с аналогичной модификацией Model 60-40, другая рукоятка крана газового регулятора (закрытая, однопозиционная) другой пламегаситель и изменённая конструкция ручки для переноски. Также УСМ оружия позволяет подключить электроспуск, а конструкция рычага лотка подачи ленты позволяет извлечь ленту не поднимая крышки лентоприёмника.
Другая модификация танкового пулемёта — L37A2 (заменившая L37A1) разработана для монтажа в турельные установки танков (на местах командиров), колёсных бронемашин и бронетранспортёров. Она отличается от L8A2 прежде всего УСМ, который был позаимствован у L7A2 GPMG. Пулемёт может быть снят экипажем с боевой машины и использован в качестве ручного для самообороны; его «полевой набор», состоит из ствола L7A2, сошек и приклада.
Авиационный пулемёт L20A1 разработан на основе L8A2, от которого отличается электроспуском и щелевым пламегасителем. L20A1 может быть переделан под подачу ленты с правой стороны заменой нескольких деталей в механизме боепитания.
L43A1, также разработанный на основе L8A2 — спаренный танковый пулемёт, применяемый в качестве пристрелочного для основного орудия. Стреляет баллистически подобными трассирующими боеприпасами для визуального подтверждения наведения на цель. Ствол, оснащённый пламегасителем, усилен и утяжелён для повышения точности стрельбы, особенно при ведении непрерывного огня.

### Модификации США

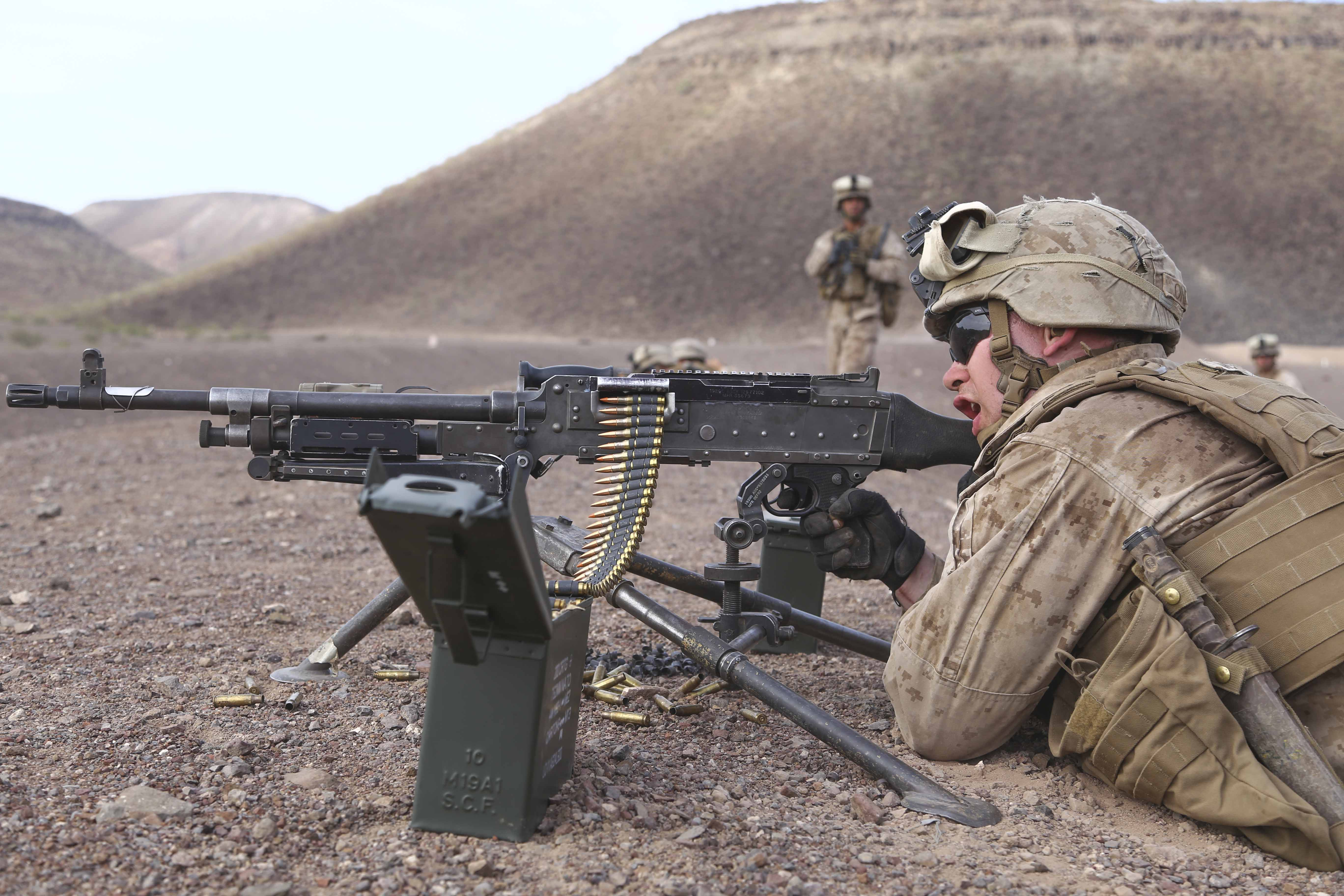
Морские пехотинцы 2-го батальона, 1-го полка, 11-й экспедиционного отряда морской пехоты США проводят учебные стрельбы из M240 в Джибути.
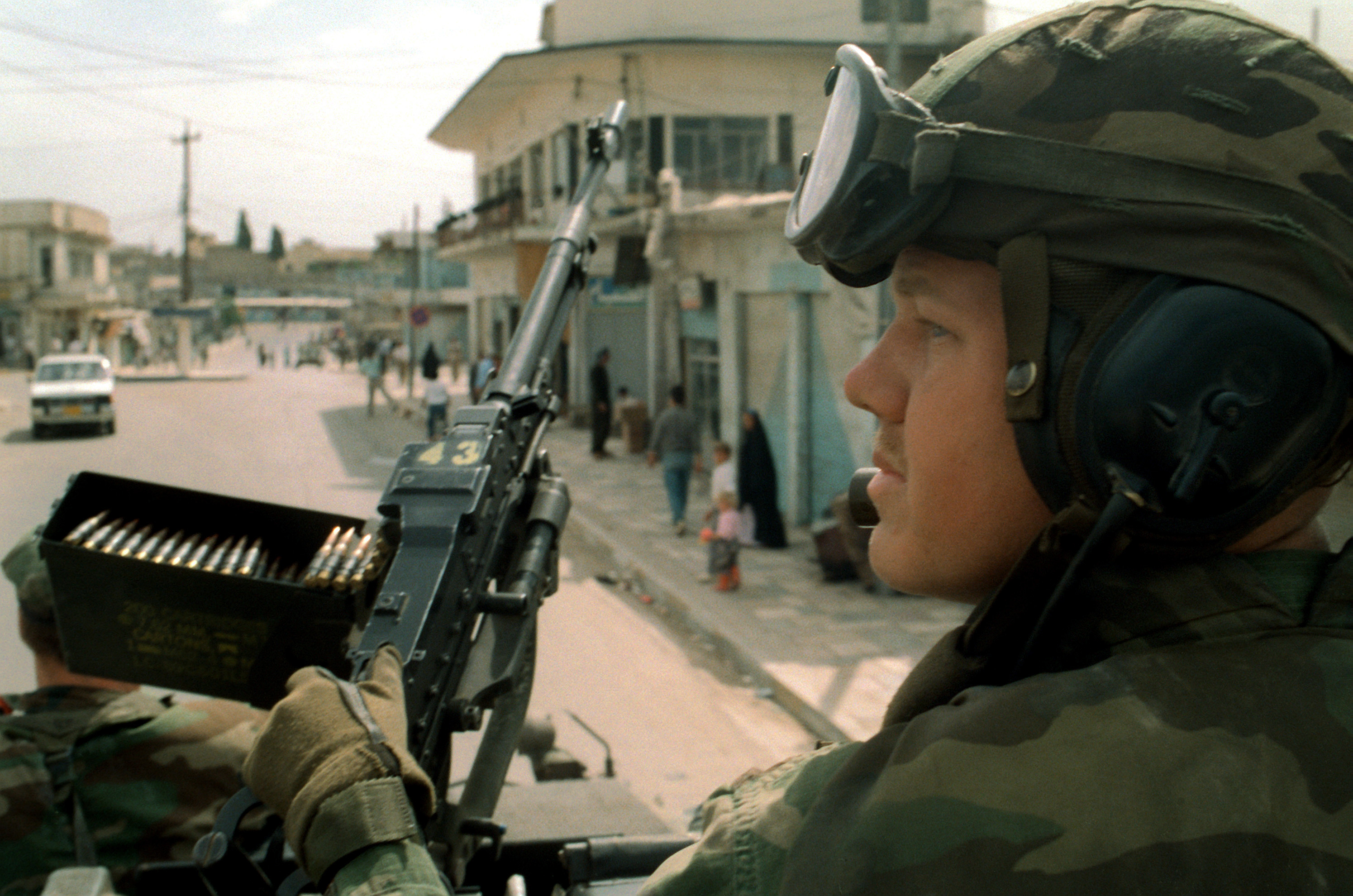
M240E1, установленный на LAV-25.
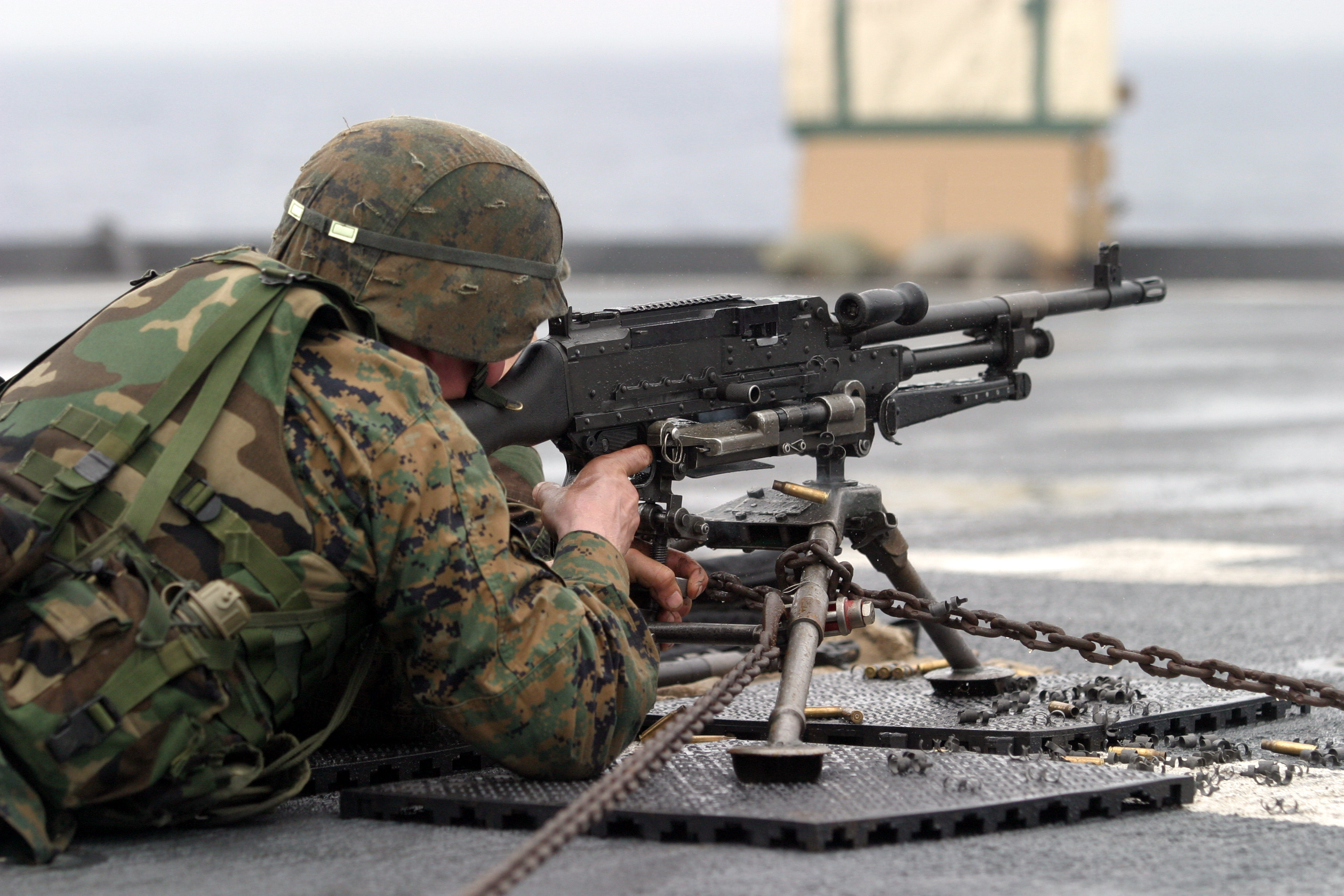
Американский морской пехотинец ведёт огонь из M240G, установленного на треножном станке.

14 января 1977 году армия США предоставила фирме FN Herstal подряд на поставку модернизированной версии танкового пулемёта Model 60-40 под обозначением M240. Первоначально он производился в Бельгии. В настоящее время производство осуществляется в США американской дочерней фирмой FN — FNMI (FN Manufacturing Inc.) расположенной в Колумбии, штат Южная Каролина.
M240 выпускается в нескольких модификациях:
- M240 стандартный спаренный пулемёт бронемашин США. Он устанавливается на танки серии M60 Patton IV (на которых он заменил 7,62 мм пулемёты M73/M219) и семейство танков M1 Абрамс. Он оснащён электроспуском и рычагом перезарядки. По сравнению с MAG Model 60-40, у M240 иной пламегаситель и газовый регулятор.
- M240C с правосторонней системой боепитания. Он устанавливается на БМП M2 и БРМ M3 Брэдли в качестве спаренного с основным вооружением пулемёта.
- M240E1 с 1987 устанавливается на серию колёсных БМП LAV-25, установлена вертикальная цилиндрическая рукоятка управления огнём с интегрированным курком и спусковым механизмом.
- M240D модернизация M240E1 оптимизированная для установки на шкворневые турели военных вертолётов. M240D также поставляется с «полевым» набором.
- M240H улучшенная модификация M240D. M240H отличается крышкой лентоприёмника оснащённой направляющими, улучшенным пламегасителем и сконфигурирован так, что может быть ещё быстрее переоборудован в стандартный пехотный пулемёт при помощи «полевого» набора. Длина M240H составляет 1050 мм при длине ствола 600 мм и неснаряженном весе 11,9 кг.
- M240G принят на вооружение корпуса морской пехоты США и 5-го рейнджерского полка в начале 1990-х годов в качестве замены M60E3. Было заключено межслужебное соглашение, что КМП США передаст армии США все образцы вооружений семейства M60, включая запчасти и принадлежности, получив взамен пулемёты M240, изготовленные для танков M1 Абрамс. Позднее КМП США разработал модификации, получившие в результате обозначение G. По сравнению с MAG Model 60-20, M240G отличаются другим газовым регулятором и укороченным пламегасителем. На ствольной коробке смонтирована планка Пикатинни (стандарта MIL-STD 1913), обеспечивающая возможность установки оптических прицелов. При использовании в качестве станкового пулемёт M240G устанавливается на треножный станок M122A1. Также пулемёт установливается на военные машины и вертолёты. Вес пулемёта — 10,99 кг, общая длина — 1245 мм, темп стрельбы — 650—950 выстр./мин.
- M240B — улучшенная производственная модификация M240G, отличается перфорированным защитным кожухом, планка Пикатинни стандарта MIL-STD 1913 интегрированной в конструкцию крышки ствольной коробки, которая позволяет использовать оптические дневные и ночные прицелы, новым прикладом из синтетических материалов и новой коробкой для ленты. Именно эта модификация была выбрана 1 декабря 1995 г. новым средним пулемётом армии США для замены пулемёта M60 (на испытаниях она одержала победу над M60E4). Вес пулемёта 12,5 кг, длина — 1245 мм. Темп стрельбы 650—950 выстр./мин.

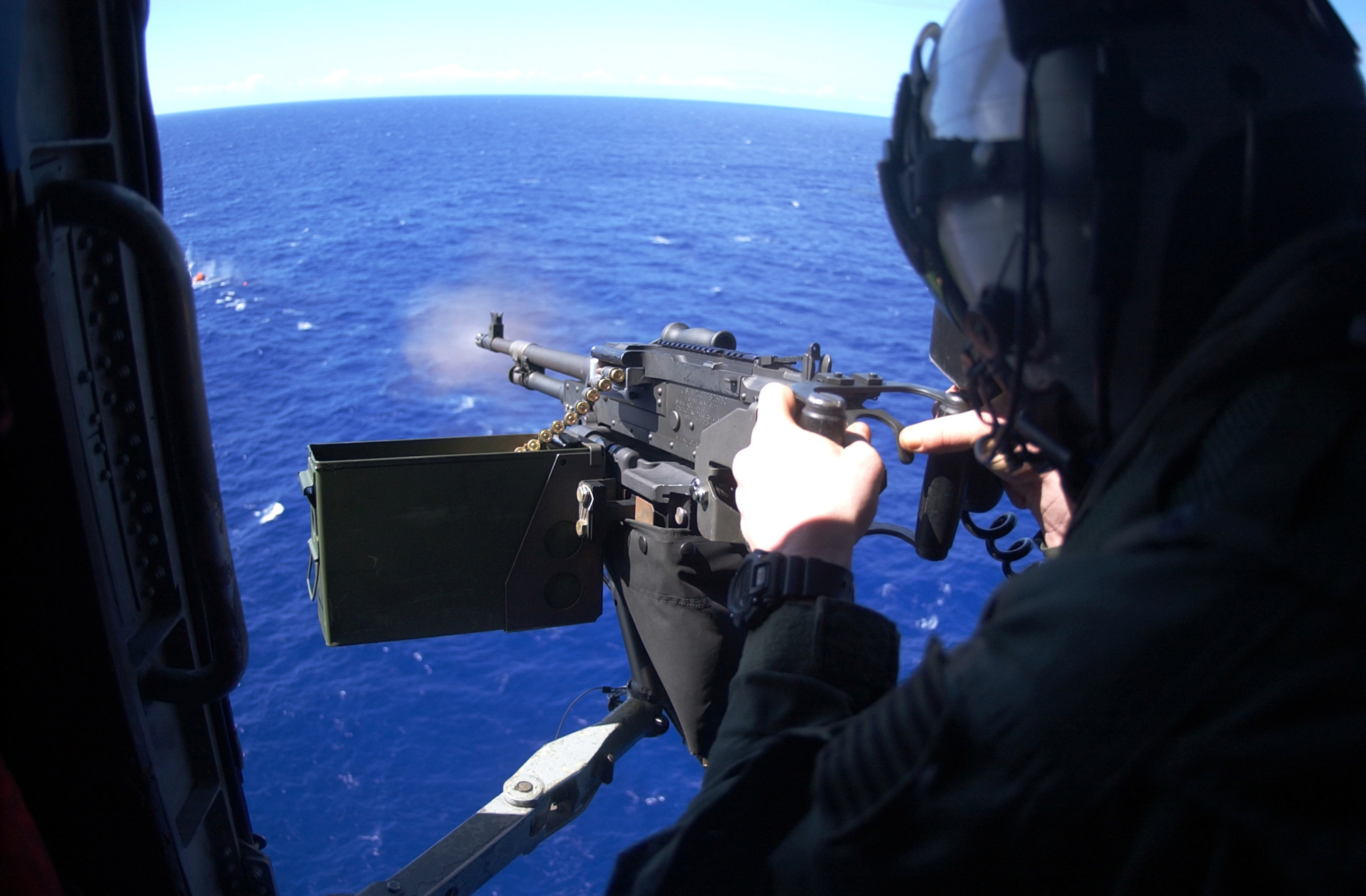
Военнослужащий ВМС США ведёт огонь из M240 с борта вертолёта. Тихий океан, 2003 год
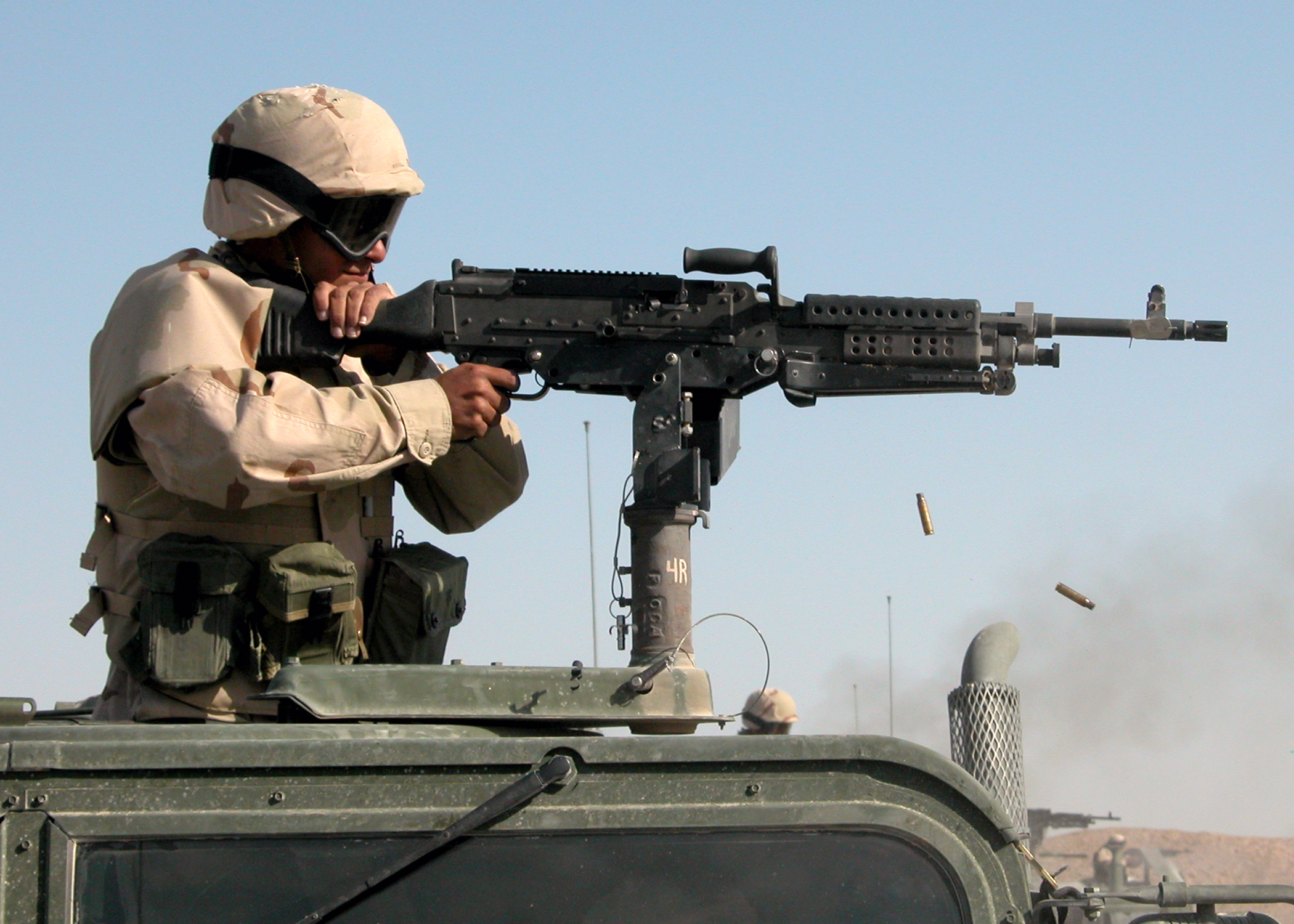
Матрос мобильного строительного батальона ВМС США (англ. Naval Mobile Construction Battalion) ведёт огонь из M240B, установленного на турели армейского вездехода HMMWV, 2004 год, Ирак.
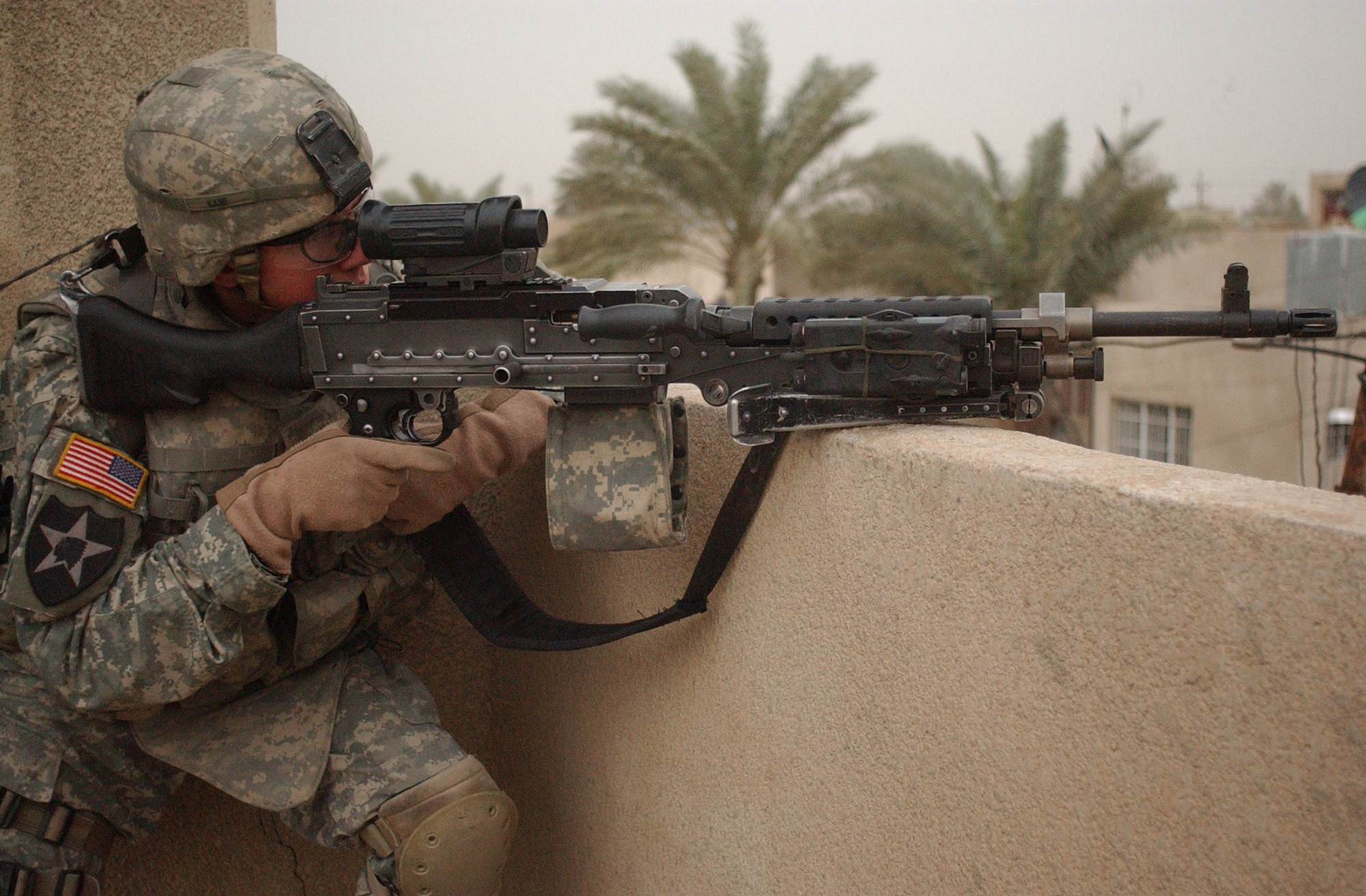
Американский солдат ведёт огонь из M240 с оптическим прицелом. Багдад, 2007 год
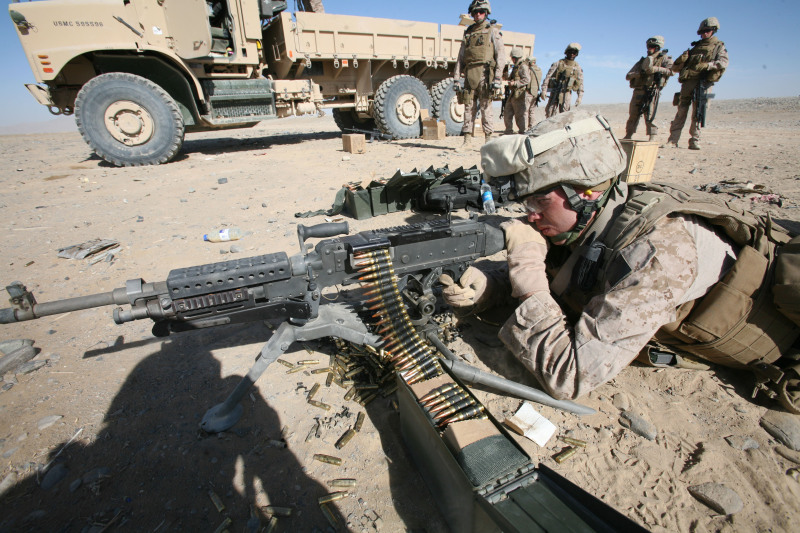
Американский военнослужащий ведёт огонь из M240, установленного на треножном станке. Афганистан, 2008 год

### Модификации для шведской армии

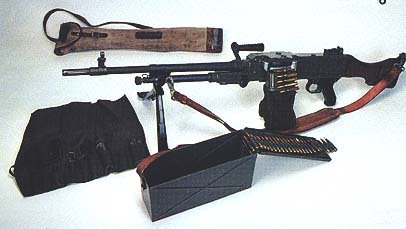
Ksp 58

Ksp 58: Разработана в 1958 году под винтовочный патрон 6,5×55 мм Mauser, который на тот момент был стандартным боеприпасом шведской армии. Производился фирмой FFV-Carl Gustaf.
Ksp 58 B: В начале 1970-х годов, на оружие был установлен новый газовый регулятор, одновременно, ствол был заменён на ствол нового стандарта под патрон 7,62×51 мм НАТО, такой же, как и на автоматической винтовке AK 4. В пехотных подразделениях Ksp 58 пришёл на замену значительно более тяжёлому ручному пулемёту Ksp m/42B.
Ksp 58 °C: В третьем квартале 2004 года данная модификация заменила на БМП CV 90, ранее использовавшийся Ksp m/39.
Ksp 58 Strv: Урезанная модификация, использовавшаяся, главным образом, для неподвижной установки на танки. Снята с вооружения вместе с танком Strv 103.
Ksp 58 D: Обозначение зарезервировано для обновлённых и модифицированных вариантов Ksp 58B. Опытные образцы обозначаются как 'Ksp 58 DF', где 'F' означает 'Försök' (опытный).
Некоторые из модификаций:
- Добавлена планка Пикатинни (стандарта MIL-STD 1913). На половине образцов оружия — съёмная, на остальных — фиксированная.
- Коллиматорный прицел с красной точкой[англ.] (производства фирмы Aimpoint AB).
- Рукоятка для переноски вдвое укорочена. Это потребовалось для обеспечения возможности установки удлинённого крепления для прицельных систем.
- Раздвижной или складной приклад.
- Укороченный на 100 мм ствол.
- Улучшенный и укороченный пламегаситель, чтобы уменьшить общую длину оружия и сделать меньше уровень вспышки при выстреле, не ухудшая обзор стрелку ночью.
- Оребрённый ствол для уменьшения веса и лучшего теплораспределения.
- Газовый регулятор только с 4 положениями (вместо 8). Последнее положение промаркировано красным и используется только в чрезвычайных случаях.
- Кассета (сумка) для ленты на 100 патронов (ранее — на 50).
- Новый патронный ящик.
- Новые сумки для принадлежностей.
- Сошки окрашены в зелёный цвет.
- Защитный щиток несёт летний и зимний камуфляж (с одной стороны зелёный, с другой — белый).
- При том же весе пулемёта вес всего комплекса снижен на 3 кг.

## Производство
- Аргентина: производится фирмой Dirección General de Fabricaciones Militares под индексом Tipo 60-20 MAG;[9][10]
- Бельгия: производится фирмой FN Herstal;[11]
- Великобритания: выпускается фирмой Manroy Engineering;[12]
- Египет: производится фирмой Maadi под обозначением Helwan 920;[3][9][13]
- Индия: производится концерном Indian Ordnance Factories на предприятии Small Arms Factory в Канпуре под обозначением 7.62 MG2A1;[14][15][16][3]
- Индонезия: производится фирмой Pindad под обозначением SM2 V1;[17]
- Канада: производится компанией Colt Canada под обозначениями C6A1.
- Китай: производится компанией Norinco на экспорт под обозначениями CQ7.62 и CS/LM1;[18]
- Китайская Республика: выпускается под обозначением Тип 74;[19]
- Нигерия: производится фирмой DICON как 7.62 GPMG;[20]
- США: производится фирмами FNH USA (на специально построенном для этих целей в 1980—1981 гг. заводе в г. Колумбия, штат Южная Каролина),[21] U.S. Ordnance (линия сборки в Рино, Невада) под индексом M240;[22][23]
- Турция: производится компанией MKE под обозначением PMT-76;
- Швеция: производился фирмой Bofors Carl Gustaf под индексом Ksp 58.
- Швейцария: производится фирмой Astra Defense под индексом MG762[24].

## Эксплуатанты

### Страны NATO
- Бельгия — Состоит на вооружении пехоты и спецназа ВДВ под обозначением MAG M2.[25][26]
- Великобритания — пулемёт L7 состоит на вооружении ВС Великобритании.[27] Он, как и пулемёт L8, являются лицензионными вариантами MAG. Официальное обозначение используемой в настоящее время версии — L7A2 GPMG. L7 был принят в качестве замены для пулемётов Vickers и Bren после испытаний в 1957 году. Производился по лицензии фирмами Royal Small Arms Factory и Enfield Lock, а в настоящее время — фирмой Manroy Engineering.[28] Состоит на вооружении армии, королевской морской пехоты и других родов войск. Варианты L7A1 и L7A2 разрабатывались для пехоты, а L8 — для использования на бронетехнике.[3]
- Греция — Состоит на вооружении EKAM[англ.] — антитеррористического подразделения греческой полиции.[29]
- Испания — В небольших количествах применяется ВВС Испании на вертолетах Super Puma CSAR.

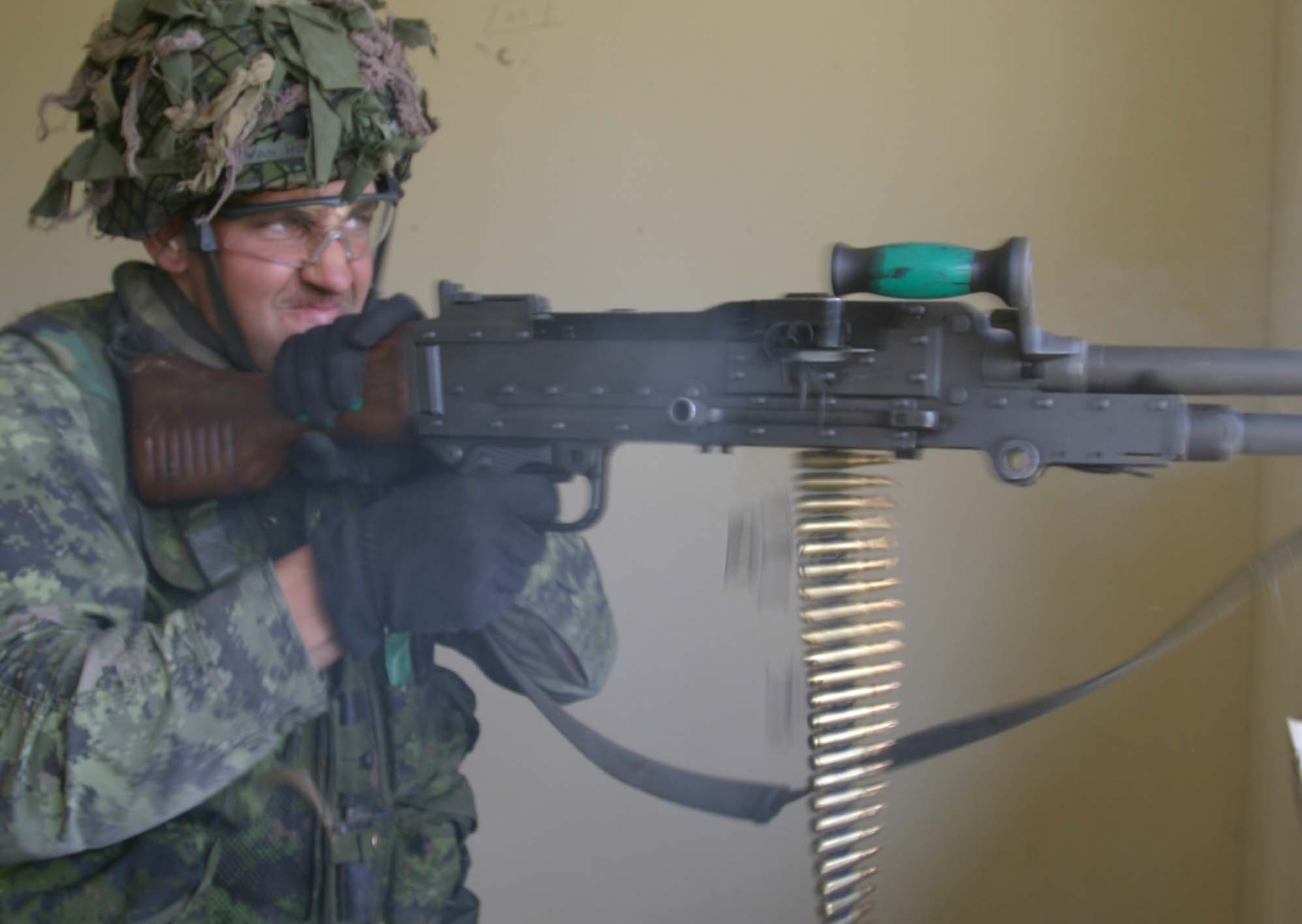
Канадский солдат ведёт огонь из C6, канадской модификации MAG.

- Канада — Состоит на вооружении ВС Канады под обозначением C6 GPMG,[30][31] прежде всего как оружие поддержки уровня взвода[32][33]. Пара C6 придаётся каждому стрелковому взводу. C6 GPMG также устанавливается на различную боевую технику, включая БМП LAV III, БРМ «Койот»[англ.], ОБТ Leopard C2 и джип LUVW. На всех этих машинах C6 GPMG устанавливается в спаренных и в шкворневых установках и применяется как для огневой поддержки пехоты, так и для непосредственной обороны самих машин.
  - С 2018 года пехотные пулемёты улучшаются до стандарта C6A1 FLEX, включающего в себя полимерную фурнитуру и планки Пикатинни.
- Латвия — Шведская модификация Ksp 58B состоит на вооружении в качестве стандартного пулемёта для национальной гвардии.[34]
- Литва — Состоит на вооружении шведская модификация Ksp 58B.[35]
- Люксембург[36]
- Нидерланды — Состоит на вооружении всех родов войск ВС Нидерландов за исключением Королевской военной полиции.[37] В качестве ручного пулемёта заменяется FN Minimi, однако ещё применяется на танках, бронетехнике и автомобилях.
- Норвегия — Установлен на танках Leopard 2, закупленных у Нидерландов.[38]
- Польша
- Словения[39]
- США — FN MAG под обозначением M240 заменил пулемёт M60. На вооружении армии состоит модификация M240B, а корпуса морской пехоты — M240G, хотя существуют и другие модификации пулемёта, используемые, например, на бронетехнике.[40]
- Турция[25]
- Франция — с 2006 году состоит на вооружении в качестве шкворневого турельного пулемёта на вертолёты Eurocopter EC725, Aérospatiale AS.532 «Cougar», Sud-Aviation SA.330 «Puma». Заключён контракт на поставку 10 881 пулемётов для замены устаревших AN F-1 французского производства. В 2011 году поставлено 500 пулемётов.[41]
- Хорватия
- Эстония — шведская модификация Ksp 58B состоит на вооружении в качестве стандартного пулемёта.[42][43]

### Европейские страны
- Австрия — MAG состоит на вооружении австрийской армии под обозначением 7,62 mm MG FNMAG/Pz в качестве спаренного в БМП KSPz-90 «Улан» и ОБТ Leopard 2A4.[44][45] Он также используется как шкворневой турельный пулемёт на вертолётах Sikorsky UH-60 Black Hawk.[44]
- Ирландия — Состоит на вооружении сухопутных войск под обозначениями GPMG или MAG-58.[46] На вооружении других рода войск (включая военно-морскую службу и воздушный корпус) состоит только GPMG в качестве ручного, станкового и для установки на различные виды техники. Недавно начал поступать на вооружение Резервных сил, сменяя Bren.
- Кипр — Состоит на вооружении Национальной гвардии, ВМС и морской полиции, ВВС и полиции.[25]
- Мальта
- Украина[47]
- Швейцария
- Швеция — В 1958 году разработана модификация Ksp 58 под винтовочный патрон 6,5×55 мм. Производился фирмой FFV-Carl Gustaf.
В начале 1970-х годов разработана модификация Ksp 58B: установлен новый газовый регулятор, одновременно, ствол нового стандарта под патрон 7,62×51 мм НАТО. По мере выпуска пулемётов новой модификации, старые пулемёты калибра 6,5×55 мм снимались с вооружения.
Ksp 58DF (опытная модификация) — раздвижной или складной металлический приклад по образцу пулемёта FN Minimi.
Ksp 58D — семейство обновлённых и модифицированных вариантов Ksp 58B.
Ksp 58 Strv — спаренная модификация, устанавливавшаяся на танки Strv 103.
Ksp 58C — спаренная модификация для БМП CV 90 армии Швеции.[48][49]

### Азиатские страны
- Бангладеш
- Бахрейн[25]
- Бруней[25]

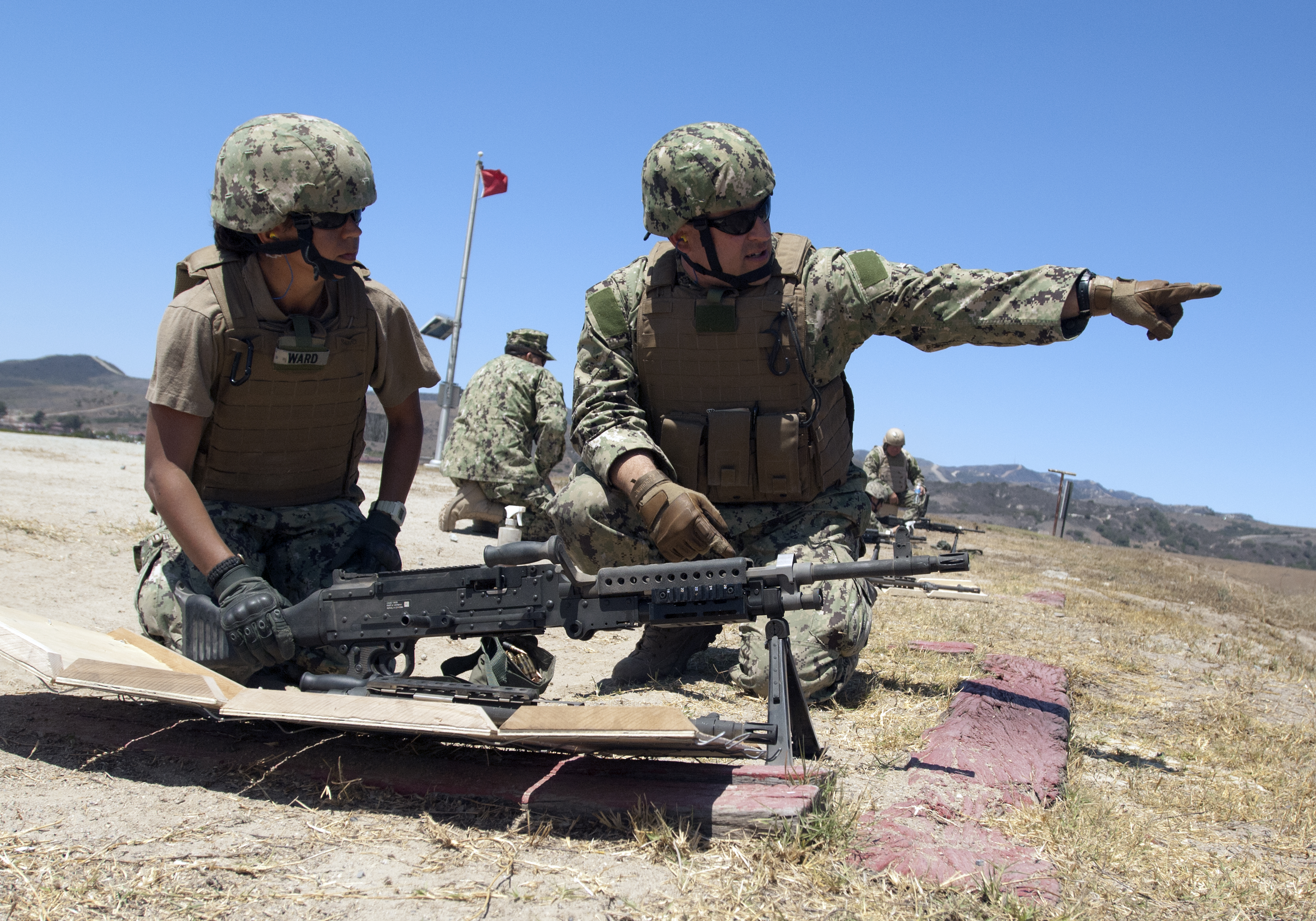
Наводчик Крис Шауэрманн направляет стрелка Марию Уорд с M240B, во время тренировки 17 июля 2013 г. База морской пехоты Кэмп-Пендлтон.

Военнослужащий ВМС США Хой Хань стреляет из M240B с борта ракетного эсминца USS Stout (DDG-55) 4 января 2014, в Средиземном море.

- Израиль — В настоящее время заменяется ручным пулемётом Negev израильского производства. Состоит на вооружении армии обороны Израиля, устанавливается на различных образцах БТВТ и ВТ, используется как средство огневой поддержки пехотного взвода в регулярных пехотных бригадах (Голани, Гивати, Цанханим, Нахаль и т. д.)[50]
- Индия — На вооружении различных подразделений ВС Индии состоят различные модификации MAG местного лицензионного производства под обозначениями MG 2A1, MG 1A, MG 5A и MG 6A.
- Индонезия — Состоит на вооружении тактической группы боевых пловцов и подводных сапёров Komando Pasukan Katak (Kopaska[англ.]) и группы армейского спецназа Komando Pasukan Khusus (Kopassus[англ.])[51]. Производится по лицензии фирмой Pindad[англ.] под обозначением SPM2-V2 GPMG.[52]
- Иордания
- Ирак[53]
- Камбоджа — Китайская модификация MAG/
- Катар
- Китай — Выпускается на экспорт под названием CQ 7,62×51 с регулируемой длиной приклада.[54] Также производится модификация XY 7,62×51 с деревянным прикладом.[54]
- Кувейт — На вооружении состоят как L7A2, так и M240.
- Ливан — Состоит на вооружении ВС Ливана, устанавливается на различные виды техники, в том числе M151 MUTT.
- Малайзия
- Мальдивы
- Мьянма
- ОАЭ
- Оман
- Пакистан
- Саудовская Аравия
- Сингапур — Производился по лицензии фирмой Ordnance Development and Engineering Company of Singapore,[9] ныне поглощённой ST Engineering[англ.]. Выпускались две модификации, одна — пехотный вариант с сошками, другая — для монтажа на БТВТ в спаренные и турельные установки[55]. Один MAG состоит на вооружении каждого стрелкового взвода.
- Таиланд — Вооружённые силы Таиланда в 1995 году приняли FN MAG на вооружение в качестве оружия поддержки пехоты и пулемёта устанавливаемого на бронетехнику.

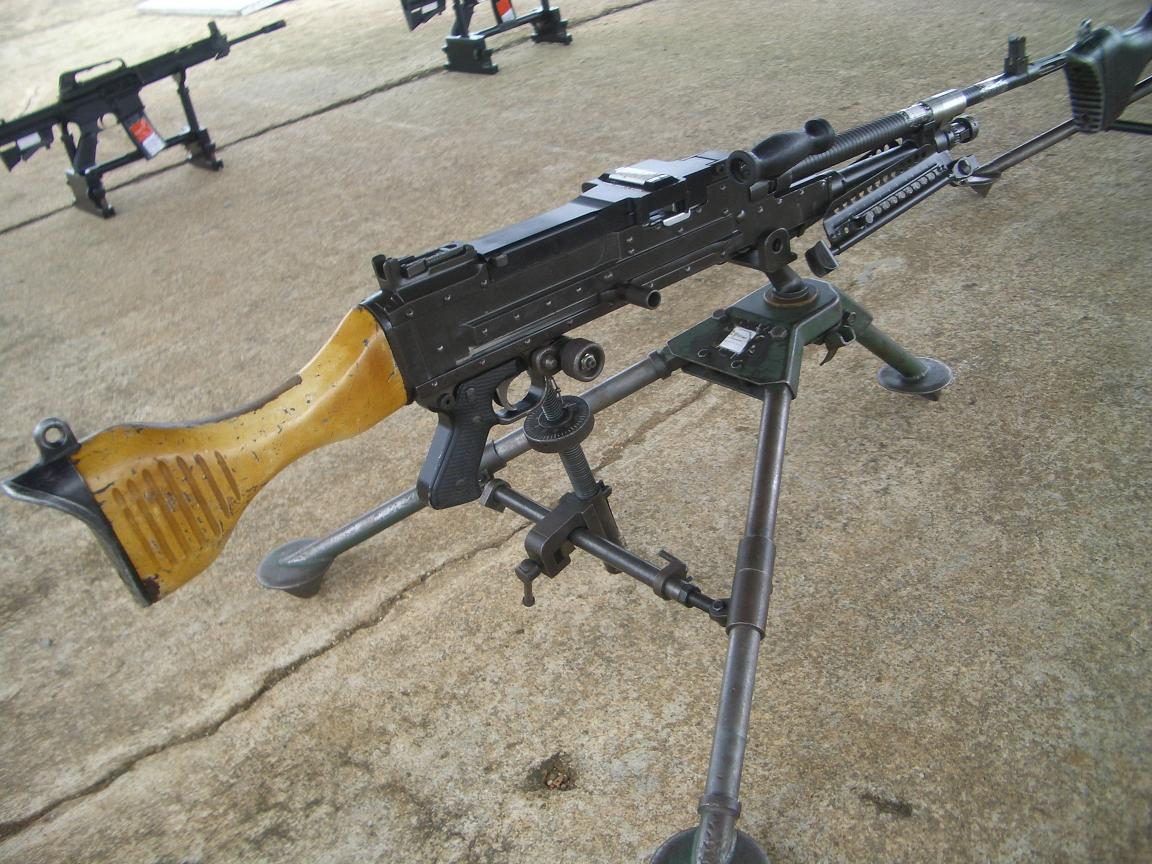
Пулемёт Тип 74, Тайваньская модификация MAG.

- Китайская Республика (Тайвань) — Выпускается по лицензии под обозначением Тип 74. Производится 205-м арсеналом министерства обороны. Конструкция на основе MAG, разработано несколько модификаций в соответствии с требованиями ВС Тайваня. Размеры некоторых деталей пулемёта были изменены для лучшего соответствия усреднённым биометрическим параметрам военнослужащих тайваньской армии (отличающихся от биометрических параметров европейских военнослужащих). Отличия от базового пулемёта — конструкция сошек (аналогичны сошкам M60) и скобы спускового крючка Тип 74, которая конструктивно объединена с механизмом горизонтального наведения. Ствол пулемёта Тип 74 частично оребрён для лучшего охлаждения, в остальном конструктивно аналогичен первым модификациям MAG; сохранена возможность быстрой замены ствола. Для увеличения ресурса ствола темп стрельбы ограничен в диапазоне от 400 до 800 выстр./мин. Разработка была закончена в 1985 г., после продолжительных испытаний с 1988 г. было развёрнуто массовое производство. Пулемёт Тип 74 сменил на вооружении Тайваньской армии пулемёт Тип 57/M60.
Также была разработана спаренная модификация Тип 74V для установки на лёгкие танки M41D, но в производство она не запускалась.
- Филиппины — Устанавливается в качестве основного вооружения на БТР «Симба»[англ.].
- Шри-Ланка
- Республика Корея

### Африканские страны

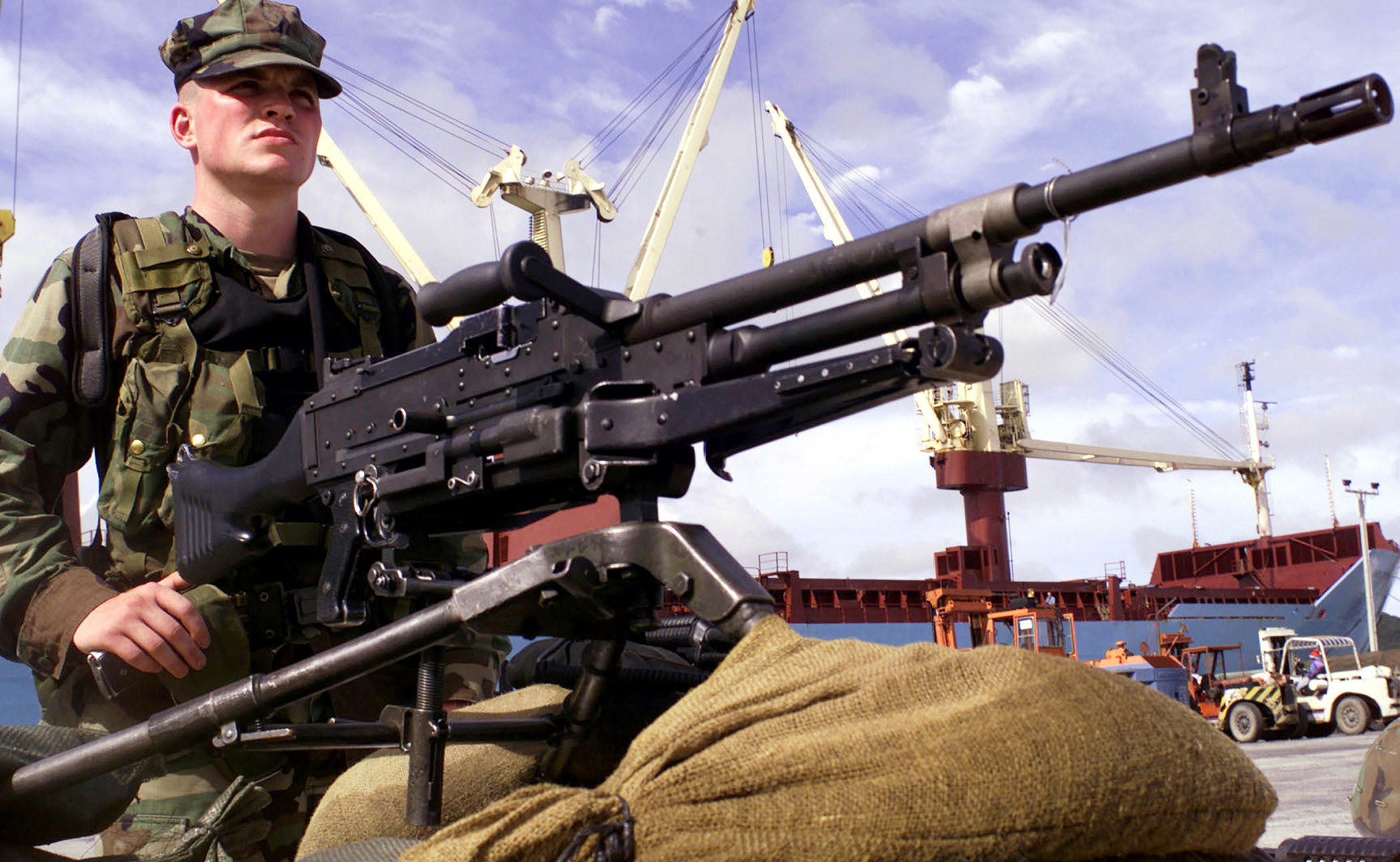
Морской пехотинец из состава флотской антитеррористической команды ведёт наблюдение за периметром таиландского порта Чак Самет. 13 апреля 2000 года.
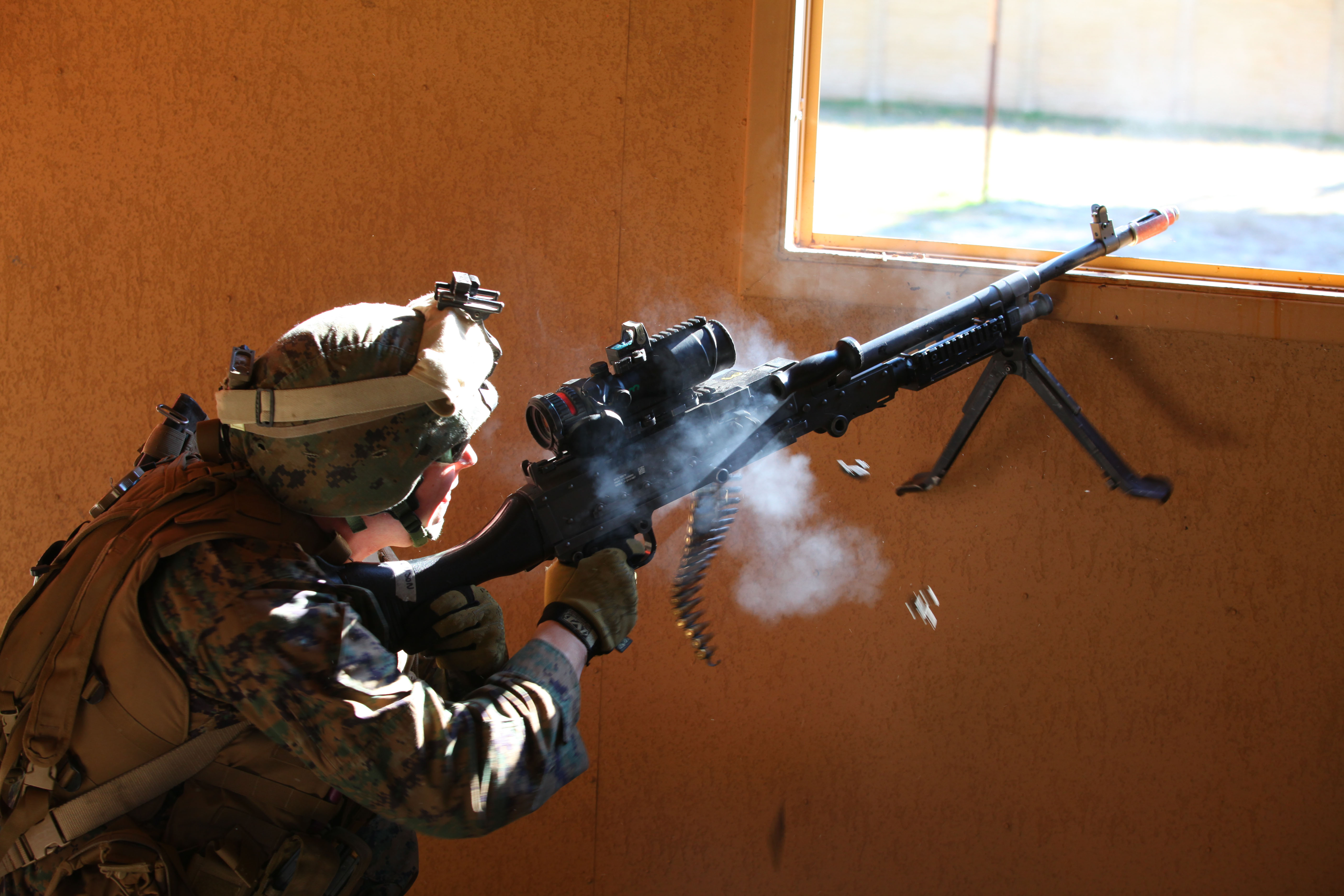
Морпех 1-го батальона 2-го полка 24-го эомп США обеспечивает прикрытие огнём во время учений в городских условиях учебного центра в Кэмп-Лежене, 18 декабря 2011 г. Морпехи были высажены с десантных кораблей-амфибий с задачей закрепиться в глубине 3—5 миль от побережья.

- Ботсвана[25]
- Буркина-Фасо[25]
- Бурунди[25]
- Габон[25]
- Гамбия[25]
- Гана[25]
- Джибути[25]
- Египет — Производится по лицензии предприятием Maadi Company for Engineering Industries под обозначением Helwan 920 в вариантах ручного (только с сошками) и единого (с возможностью установки на станок).[3][9][13]
- Заир
- Замбия
- Зимбабве
- Камерун[25]
- Кения
- Демократическая Республика Конго[25]
- Лесото
- Ливия
- Малави
- Маврикий
- Марокко
- Мозамбик
- Намибия
- Нигерия
- Родезия[56]
- Руанда
- Свазиленд
- Сейшельские Острова
- Судан
- Южный Судан
- Сьерра-Леоне
- Танзания
- Тунис
- Уганда
- Чад[25]
- ЮАР[25]

### Страны Центральной и Южной Америки
- Антигуа и Барбуда

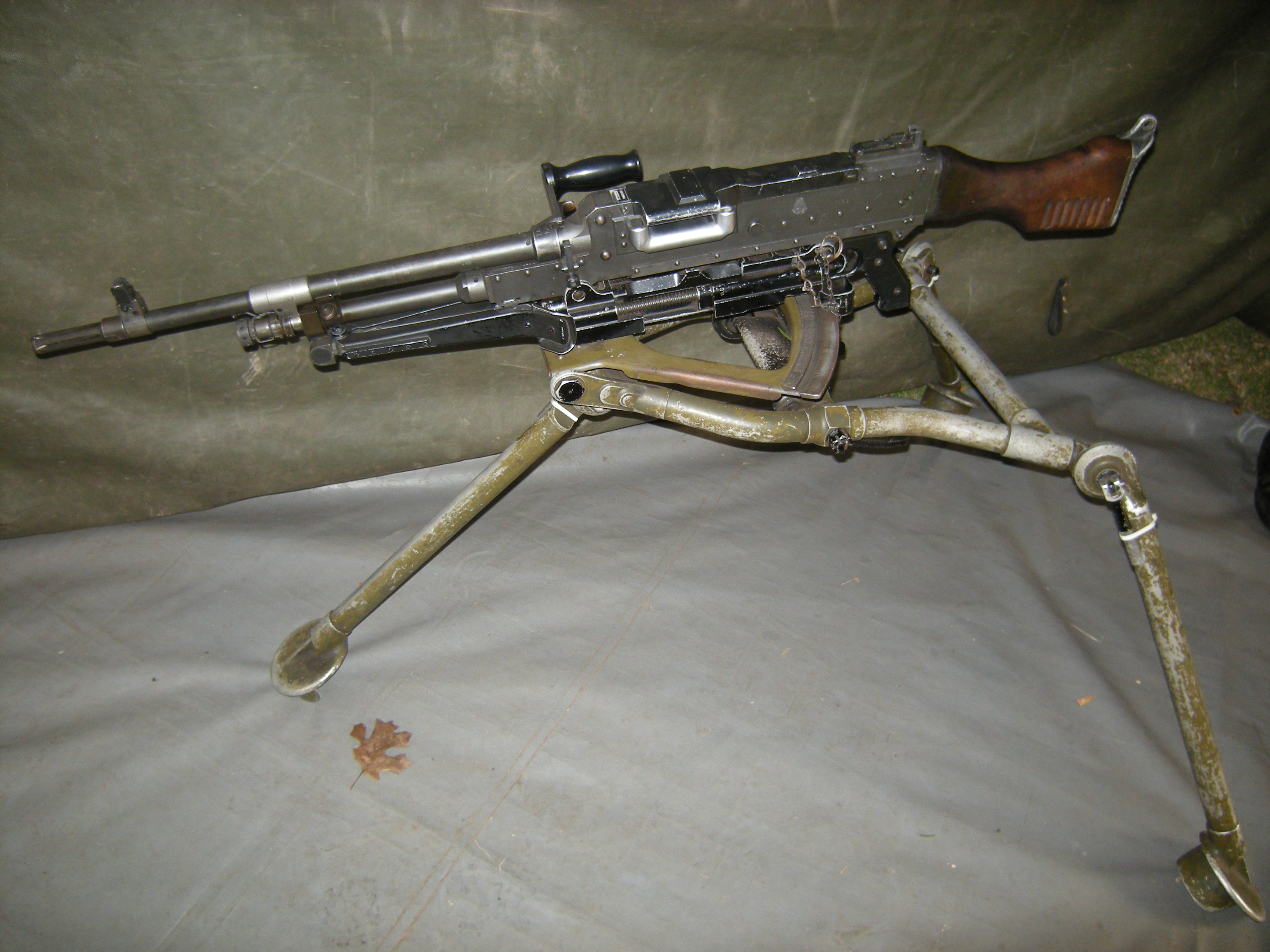
7,62-мм пулемёт Тип 60-20 MAG
(7.62 Ametralladora Tipo 60-20 MAG),
аргентинская модификация FN MAG состоящая на вооружении аргентинской армии.

- Аргентина — Состоит на вооружении аргентинской армии под обозначением 7,62 Ametralladora Tipo 60-20 MAG[57] с момента приобретения (более двадцати лет). Данные пулемёты использовались во время Фолклендской войны. Аргентинские пулемёты MAG производились по лицензии на государственном предприятии Dirección General de Fabricaciones Militares (DGFM)[9][58]. Также поставляется Боливии.

- Багамские Острова
- Барбадос[25]
- Белиз[25]
- Бермуды
- Боливия — Закуплены пулемёты производства Аргентины.[25]
- Бразилия — Стандартное оружие огневой поддержки бразильской армии под обозначением M971.[59]
- Венесуэла — Состоит на вооружении в качестве стандартного пулемёта пехотных частей сухопутных войск.[60]
- Гаити[25]
- Гайана
- Гватемала[25]
- Гондурас[25]
- Гренада
- Доминиканская Республика[25]
- Колумбия[25]
- Куба[25]
- Мексика[60]
- Никарагуа
- Панама[60]
- Парагвай
- Перу
- Сент-Винсент и Гренадины
- Сент-Китс и Невис
- Сент-Люсия
- Суринам
- Тринидад и Тобаго
- Эквадор
- Уругвай[60]
- Чили[60]
- Эквадор[25]
- Ямайка — Оружие огневой поддержки батальонного уровня сил обороны.[61]

### Австралия и Океания

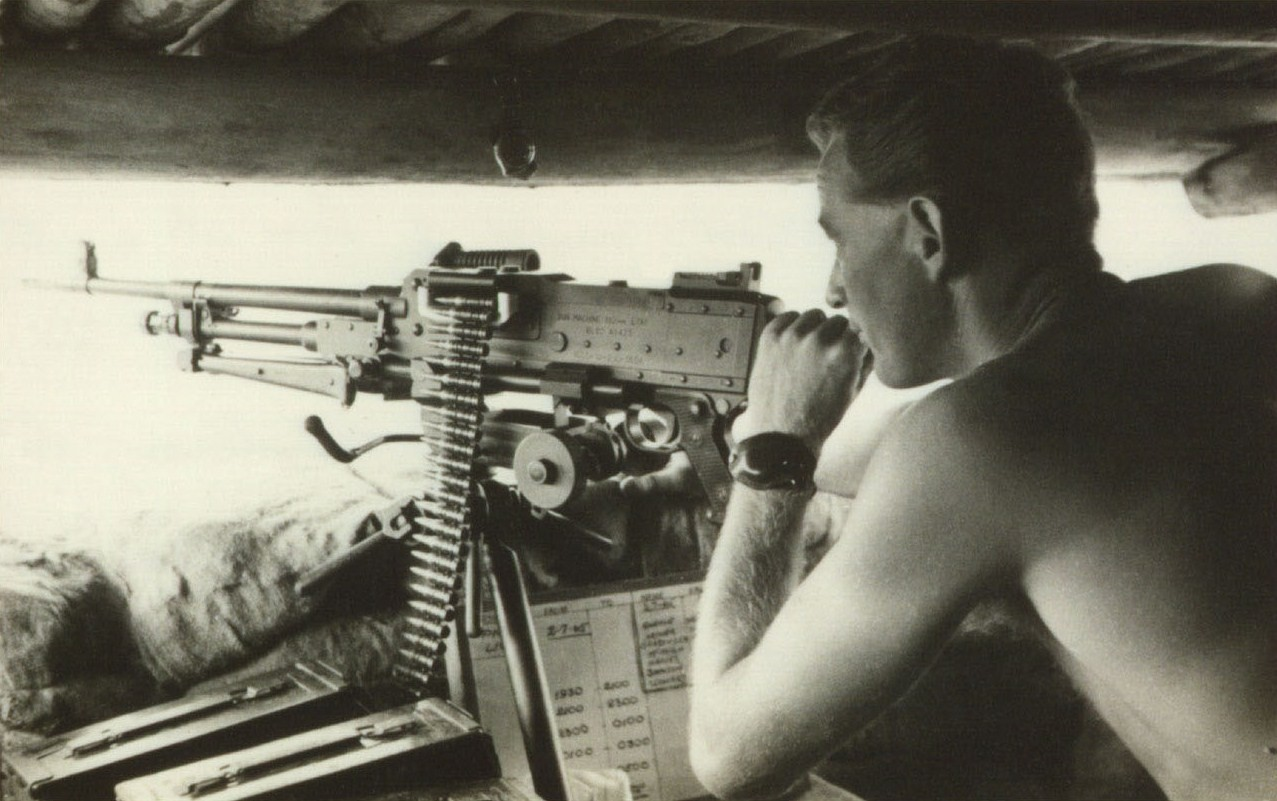
Австралийский солдат за MAG 58 в период Индонезийско-малайзийской конфронтации (1963—1966).

- Австралия — MAG — стандартный единый пулемёт сил обороны Австралии, в частности австралийской армии, где он имеет обозначение MAG 58.[62] Он также состоит на вооружении Пограничные силы Австралии[англ.][63].
- Новая Зеландия — Первоначально ВС Новой Зеландии с 1976 г. приобретали модификацию L7A2 британского производства. Теперь она заменяется несколькими модификациями MAG-58 бельгийского производства, которые первоначально были приняты на вооружение как часть комплекса БМП NZLAV. MAG производства FN в настоящее время применяется и как лёгкий пехотный пулемёт (LMG), и как быстро устанавливаемый пулемёт на легких разведывательных машинах и вертолётах Bell UH-1 Iroquois, и как тяжёлый станковый пулемёт.[64]
- Папуа — Новая Гвинея

## Интересный факт
Бельгийский пулемёт FN MAG калибра 7,62 мм был применен как часть телеуправляемого роботизированного аппарата, использованного предположительно израильскими спецслужбами при успешном покушении 27 ноября 2020 года на иранского физика-ядерщика Мохсена Фахризаде.